# Episodi di Yu-Gi-Oh! Zexal
Di seguito gli episodi della serie animata Yu-Gi-Oh! Zexal (遊☆戯☆王ゼアル?, Yu-Gi-Oh! Zearu), la cui trasmissione in Giappone è iniziata l'11 aprile 2011 e si è conclusa il 24 settembre 2012. La serie è stata trasmessa in Italia su K2 dal 9 giugno 2012 al 17 ottobre 2013.

## Lista episodi

### Stagione 1
| Nº | Titolo italiano Giapponese 「Kanji」 - Rōmaji - Traduzione letterale | In onda           | In onda           |
| Nº | Titolo italiano Giapponese 「Kanji」 - Rōmaji - Traduzione letterale | Giapponese        | Italiano          |
| 1  | Il mio nome è Yuma 「かっとビングだぜ、レ！！」 - Kattobingu da ze, Ore!! – "Sono Kattobing!!" | 11 aprile 2011    | 9 giugno 2012     |
| 1  | Yuma Tsukumo è uno studente scarso sia a scuola che nei duelli, ma non si tira mai indietro di fronte a una sfida. Un giorno, insieme alla sua amica Tori, scopre che il loro amico Bronk è stato sconfitto in un duello da Reginald, soprannominato “Shark”, che si è impossessato del suo deck. Yuma affronta Shark per recuperare il mazzo dell’amico, ma il ragazzo, in risposta, rompe la chiave che Yuma aveva ricevuto dai genitori, calciandone via metà. Propone poi un duello: se Yuma vince, riavrà il mazzo di Bronk, ma dovrà mettere in gioco il proprio. Bronk riesce a ritrovare e restituire a Yuma la metà perduta della chiave. Il giorno del duello, le scarse abilità di Yuma lo mettono subito in difficoltà contro il potente deck “Squalo” di Shark. Mentre cerca di resistere agli attacchi, la chiave di Yuma si ripara misteriosamente da sola, aprendo una porta luminosa che appare davanti a lui. Yuma la attraversa, ritrovandosi in una dimensione sconosciuta. Tornato nel mondo reale, Shark sembra essere stato posseduto da una forza oscura e richiama il mostro Xyz Numero 17: Drago Leviatano. Nel frattempo, Yuma riceve l’aiuto di uno spirito misterioso. |                   |                   |
| 2  | Un fantasma senza memoria 「わが名はアストラル」 - Waga Na wa Asutoraru – "Il mio nome è Astral" | 18 aprile 2011    | 9 giugno 2012     |
| 2  | Lo spirito, di nome Astral, si rivela a Yuma, che è l’unico in grado di vederlo. Gli spiega di essere un duellante proveniente da un altro mondo e di dover recuperare i suoi ricordi, sparsi in tutto il pianeta sotto forma di 99 carte Numero, disperse in seguito all’impatto tra lui e la Terra. Scoprendo che la propria esistenza è legata a quella di Yuma — e che scomparirà se questi dovesse perdere il duello — Astral inizia a supportarlo, suggerendogli strategie e donandogli una potente carta: Numero 39: Utopia, che Yuma evoca per contrastare Shark. Nonostante Reginald riesca a portare i Life Points di Yuma a soli 100, la determinazione del ragazzo a non arrendersi gli consente di pescare una carta Magia che raddoppia l’attacco di Utopia. Grazie a questo colpo decisivo, Yuma distrugge Drago Leviatano e vince il duello. Al termine dello scontro, Astral ottiene la carta Numero 17, mentre Shark, riconoscendo la correttezza e il valore di Yuma, gli restituisce il mazzo di Bronk. |                   |                   |
| 3  | Un hacker insospettabile 「トドのつまり事件です！」 - Todo no Tsumari Jiken desu! – "In conclusione, è un incidente!" | 25 aprile 2011    | 12 giugno 2012    |
| 3  | Un misterioso virus si sta diffondendo in tutta la città, causando il malfunzionamento dei sistemi informatici. Nel frattempo, Astral rimane intrappolato all’interno della chiave di Yuma, dove si rifugia quando non si manifesta. Yuma scopre di aver perso le sue carte Numero e, senza di esse, viene sconfitto in duello dal rappresentante di classe, Caswell. Più tardi, la sorella di Yuma, Kari, intuisce che l’origine del virus si trova all’interno della scuola di Yuma. Incarica quindi Yuma e Tori di indagare. Arrivati lì, trovano Caswell, intento a contrastare il virus, e insieme scoprono che il responsabile è il loro insegnante, il Professore Kay, posseduto da una carta Numero. Con una bomba virale in grado di diffondersi attraverso la rete entro 30 minuti, Astral ricompare e incoraggia Yuma ad affrontare il professore in duello. Durante lo scontro, Kay evoca la sua carta Numero 34: Terror-Byte, utilizzandone l’abilità per prendere il controllo di uno dei mostri di Yuma. |                   |                   |
| 4  | Conto alla rovescia 「逆転のカウントダウン！秘策はアストラル！？」 - Gyakuten no Kauntodaun! Hisaku wa Asutoraru!? – "Conto alla rovescia per la rimonta! Astral è il piano segreto!?" | 2 maggio 2011     | 20 giugno 2012    |
| 4  | Il rifiuto di Yuma di seguire i consigli di Astral lo mette in seria difficoltà contro la strategia di Terror-Byte, messa in atto dal Professore Kay. Con la vita di Yuma in pericolo, Astral è costretto a ricorrere alla psicologia inversa per spingerlo ad ascoltarlo e giocare correttamente le sue carte. Yuma riesce a evocare Numero 39: Utopia, ma Kay risponde evocando Super Crush Bug, un mostro capace di scambiare i valori di Attacco e Difesa di tutti i mostri in modalità Attacco sul campo, rendendo vulnerabile Utopia. Per contrastare l’effetto, Yuma evoca anche Numero 17: Drago Leviatano e, seguendo finalmente il consiglio di Astral, distrugge Super Crush Bug. Questo ripristina i valori originali di Attacco e Difesa, permettendogli di sconfiggere Kay e vincere il duello, recuperando così sia la carta Numero sia una nuova parte della memoria di Astral. Quando il conto alla rovescia del virus raggiunge lo zero, invece dell’attesa esplosione, si accendono le luci dell’edificio: nel cielo appaiono un enorme Crash Bug e uno spettacolo di fuochi d’artificio. |                   |                   |
| 5  | Un piano diabolico 「デュエルのウラを読むウラ！」 - Dyueru no Ura wo Yomu Ura! – "Leggi l'altro lato del duello!" | 9 maggio 2011     | 20 giugno 2012    |
| 5  | Un misterioso bambino di nome Flip cerca in tutti i modi di consegnare a Yuma una carta chiamata Baby Tiragon, nonostante gli amici di Yuma lo mettano in guardia: Flip ha un comportamento sospetto e non è considerato affidabile. Nel frattempo, Astral continua a esplorare l’interno della chiave di Yuma e scopre una strana macchina, che riesce ad attivare. Flip riesce infine a far arrivare la carta a Yuma, fingendosi un ammiratore anonimo tramite una lettera. Il giorno successivo, Yuma viene accusato di aver organizzato vari scherzi a scuola e viene evitato da quasi tutti i compagni, ad eccezione di Tori e Bronk. Più tardi, Flip sfida Yuma a duello. Riuscendo a ostacolarlo prima che Astral possa intervenire con i suoi consigli, Flip induce Yuma a evocare Baby Tiragon, così da poter prendere il controllo di Numero 39: Utopia. A quel punto rivela anche che, in caso di vittoria, potrà tenere per sé Utopia. |                   |                   |
| 6  | Un consiglio prezioso 「裏切りのナンバーズ！？」 - Uragiri no Nanbāzu!? – "I Numeri traditori!?" | 16 maggio 2011    | 27 giugno 2012    |
| 6  | A causa del possesso di Utopia, Flip viene corrotto dal potere dei Numeri, mentre Astral inizia a indebolirsi sempre di più. Yuma riesce a evocare Drago Leviatano, ma anche questo mostro viene preso sotto il controllo di Flip, mettendo seriamente in pericolo la vita di Astral. Nel frattempo, Tori e Bronk indagano sull’origine delle foto false che hanno causato l’isolamento di Yuma e scoprono che l’autore è proprio Flip. Quest’ultimo confessa che, da bambino, è stato spesso ingannato e deriso, e che per questo ha iniziato a comportarsi in quel modo. Astral allora dice a Yuma di proteggere Baby Tiragon a ogni costo. Messo alle strette, Yuma riesce a sfruttare l’effetto di Baby Tiragon in combinazione con uno dei suoi altri mostri, costringendo Flip a riprendersi in mano le sue trappole. Questo permette a Yuma di riconquistare il controllo delle sue carte Numero, ripristinare l’energia di Astral e vincere il duello. Dopo la sfida, Yuma cerca di restituire Baby Tiragon a Flip, ma il ragazzo decide di lasciargliela come segno della loro nuova amicizia. |                   |                   |
| 7  | Il giustiziere 「正義の大盤振る舞い！エスパーロビン参上！！」 - Seigi no Ōbanburumai! Esupā Robin Sanjō!! – "Il grandioso banchetto della giustizia! L'arrivo del Passero Esper!!" | 23 maggio 2011    | 27 giugno 2012    |
| 7  | Astral si appassiona a un programma televisivo intitolato “The Sparrow from Another Dimension”. Incuriositi, Yuma e i suoi amici decidono di visitare il set, situato nel porto di Heartland, sperando di vedere dal vivo l’attore che interpreta il protagonista, Il Passero: Nelson Andrews. Quando Nelson scopre che Yuma è un duellante, lo invita nella sua camera. Qui rivela un lato inaspettato di sé: è molto insicuro e sente il peso della pressione che deriva dal dover incarnare sempre il ruolo dell’eroe. Chiede a Yuma di diventare suo amico e di affrontarlo in un duello, ma viene interrotto dalla madre, determinata a far sì che mantenga intatta la sua immagine pubblica. Quella stessa notte, Nelson entra in contatto con una carta Numero, che lo possiede. Indossato il costume del Passero, inizia a girare per la città attaccando chiunque ritenga un criminale. Yuma lo rintraccia e lo sfida a duello, cercando di farlo tornare in sé. Nelson, completamente convinto di essere davvero il supereroe che interpreta, evoca la sua carta Numero: Numero 83: Regina Galattica. |                   |                   |
| 8  | Un forte legame 「スター・ロビンよ永遠に」 - Sutā Robin yo Towa ni – "Passero Stella per sempre" | 30 maggio 2011    | 4 luglio 2012     |
| 8  | Prima di evocare Utopia, Yuma chiede a Tori di cercare di contattare la madre di Nelson, sperando che lei possa farlo rinsavire e liberarlo dal controllo della carta Numero. Nonostante l’intervento, Nelson riesce comunque a potenziarsi ulteriormente. Mentre Yuma segue le strategie suggerite da Astral, la madre di Nelson prova a sottrarre il figlio all’influsso malvagio della Regina Galattica, ma il ragazzo, ancora fuori controllo, evoca il suo mostro più potente: Ferro Jet Dimensionale, con un attacco di 8.000 punti. Yuma, tuttavia, riesce a contrastare l’attacco con una serie di carte trappola, annullando l’effetto della Regina Galattica. Punta quindi direttamente alla carta Numero per cercare la vittoria, ma Nelson devia l’attacco verso un altro dei suoi mostri. Nonostante ciò, Yuma riesce comunque a vincere il duello. Alla fine, Astral recupera la Regina Galattica e un frammento dei suoi ricordi, mentre la madre di Nelson si scusa con il figlio per la pressione che gli ha sempre imposto. |                   |                   |
| 9  | Gelosia 「キャットオドロく猫デッキ！？」 - Kyatto Odoroku Neko Dekki!? – "Il sorprendente deck gatto della gatta!?" | 6 giugno 2011     | 4 luglio 2012     |
| 9  | Quando Yuma si accorge di essere andato a scuola con abiti strani per un’intera settimana, Astral gli rivela che un misterioso ladro dall’aspetto felino si era introdotto nella sua stanza. Il giorno seguente, Yuma scopre che Tori è probabilmente stata rapita e si mette sulle sue tracce, seguendole fino a un castello dove incontra Cathy, una ragazza in grado di comandare i gatti, che nutre segretamente una cotta per lui. Cathy sfida Yuma a duello. Durante lo scontro, ammette di sentirsi spesso ignorata a scuola e cerca di confessare i suoi sentimenti, ma Yuma, troppo concentrato sulla sfida, non coglie il momento. Alla fine vince il duello. Subito dopo, scopre che Tori non era stata rapita: stava semplicemente giocando con i gatti di Cathy. Da quel giorno in poi, Cathy inizia a frequentare la stessa scuola di Yuma, trovando il coraggio di affrontare le proprie insicurezze. |                   |                   |
| 10 | La rivincita di Shark 「逆襲のシャーク！」 - Gyakushū no Shāku! – "Il contrattacco di Shark!" | 13 giugno 2011    | 11 luglio 2012    |
| 10 | Mentre gli amici di Yuma si interrogano su cosa accada alle carte Numero al di fuori dei duelli, Yuma promette a Bronk che nel prossimo duello non le userà. Intanto scopre che Shark ha iniziato a saltare le lezioni dopo il loro precedente scontro. Determinato a capire cosa stia succedendo, Yuma cerca di convincere Shark a duellare di nuovo con lui, ma inizialmente riceve solo un netto rifiuto. Tuttavia, la sua ostinazione ha la meglio: Shark accetta la sfida, ponendola per il giorno seguente. Yuma rilancia mettendo in gioco la sua chiave e, come promesso, decide di non usare le carte Numero. Shark apre il duello evocando subito il suo mostro principale, Portaerei Sommergibile Squalo, e incalza Yuma affinché evochi i suoi Numeri. Quando Yuma capisce che in gioco c’è qualcosa di più importante del proprio orgoglio, richiama Numero 39: Utopia. Ma è proprio quello che Shark si aspettava: lo intrappola e, sfruttando l’effetto di Lanciere Raggio Nero, nega gli effetti di Utopia e vince il duello. Nonostante la vittoria, Shark rifiuta di prendere la chiave di Yuma. Invece, gli lancia un messaggio freddo e tagliente: stargli alla larga per sempre. |                   |                   |
| 11 | Due contro due 「遊馬とシャーク 傷だらけのタッグデュエル」 - Yūma to Shāku Kizudarake no Taggu Dyueru – "Yuma e Shark, il duello a coppie delle cicatrici" | 20 giugno 2011    | 11 luglio 2012    |
| 11 | Bronk è contrariato dal fatto che Yuma abbia infranto la promessa di non usare le carte Numero durante il duello con Shark. Intanto, Shark scopre che due dei ragazzi con cui si frequenta, Scorch e Chills, possiedono anch’essi delle carte Numero e stanno pianificando di rubare un preziosissimo mazzo custodito in un museo. Uno degli altri membri della banda, però, si oppone all’idea della rapina e decide di avvertire Yuma. Conoscendo il passato di Shark, Yuma vuole aiutarlo e si precipita al museo, arrivando proprio mentre i tre stanno per entrare. Si offre di affrontarli anche da solo, ma Shark, temendo che Yuma si metta in pericolo, decide di affiancarlo. Ha così inizio un duello due contro due. Scorch e Chills, forti della loro esperienza nei duelli di coppia, riescono a evocare rapidamente diversi mostri di livello 5. Questo consente a Scorch di evocare la sua carta Numero, Numero 61: Volcasauro, con cui infligge pesanti danni a Shark e Yuma. |                   |                   |
| 12 | Insieme per vincere 「希望の合体！アーマード・エクシーズ発動！」 - Kibō no Gattai! Āmādo Ekushīzu Hatsudō! – "La combinazione della speranza! Xyz Corazzato, attivazione!" | 27 giugno 2011    | 18 luglio 2012    |
| 12 | Yuma lotta con tutte le sue forze per evitare che Shark venga sconfitto da Scorch e Chills, che riescono a bloccare gli attacchi di Utopia ed evocano la potente Numero 19: Freezadonte. Durante il duello, Shark scopre che i due stanno barando: hanno disattivato il sistema di mischiamento automatico dei Dueling Disk. La scoperta riporta alla luce un episodio doloroso del suo passato: la squalifica da un torneo per aver sbirciato le carte dell’avversario. Nonostante il peso di quell’accusa, Yuma lo incoraggia a non arrendersi. Insieme riescono a sconfiggere Chills. Intanto, Scorch si prepara a chiudere il duello nel turno successivo. In quel momento, Shark consegna a Yuma la carta Magia Xyz Armato, che consente a Utopia di equipaggiarsi con Lanciere Raggio Nero, uno dei suoi mostri. Grazie a questa combinazione, Yuma riesce a sconfiggere anche Scorch e a vincere il duello. Al termine della sfida, Astral raccoglie le carte Numero e comincia ad avere visioni di un terribile incidente che ha colpito il suo mondo. Yuma si riconcilia con Bronk, mentre Shark, in segno di riconoscenza, gli lascia la carta Xyz Armato. |                   |                   |
| 13 | Cacciatore di numeri 「魂を狩る者！ナンバーズ・ハンター現る！」 - Tamashī wo Karu Mono! Nanbāzu Hantā Arawaru! – "Il cacciatore di anime! Il cacciatore di Numeri appare!" | 4 luglio 2011     | 18 luglio 2012    |
| 13 | Un ladro in possesso di una carta Numero compie una rapina in un centro commerciale dove si trova Yuma. Prima che lui e Astral possano intervenire, appare un misterioso ragazzo: Kite Tenjo, che si definisce un cacciatore di Numeri. Con l’aiuto del suo robot Orbital 7, che gli consente di fermare il tempo, Kite sfida il ladro a duello, lo sconfigge e gli sottrae con la forza la carta Numero, lasciandolo invecchiato all’improvviso, prima di andarsene. Nel frattempo, il fratello minore di Kite, Hart, utilizza i rifiuti di Heartland City per attaccare il Mondo Astrale. Kite ha un colloquio con il Signor Heartland, che a sua volta riferisce al suo superiore, il Dottor Faker: quest’ultimo mira a raccogliere tutte le carte Numero per distruggere il Mondo Astrale. Il giorno successivo, mentre Yuma tenta di salvare Tori da un camion in corsa, il tempo si blocca di nuovo. Appare Kite, che costringe Yuma a un duello e impedisce qualsiasi fuga. Per dimostrare la sua superiorità, Kite evoca subito due carte Numero: Numero 10: Illuminocavaliere e Numero 20: Giga-Brillante. |                   |                   |
| 14 | Duello ad alto rischio 「「銀河眼の光子竜」降臨！」 - "Gyarakushīaizu Foton Doragon" Kōrin! – "L'avvento di "Drago Fotonico Occhi Galattici"!" | 11 luglio 2011    | 25 luglio 2012    |
| 14 | Durante il duello, Kite sacrifica le sue carte Numero per evocare il suo mostro più potente: Drago Fotonico Occhi Galattici. Utilizzando la sua abilità speciale, il drago assorbe le unità sovrapposte di Utopia e di altri mostri Xyz, diventando ancora più potente. Nel frattempo, il Signor Heartland propone al Dottor Faker di trasformare Heartland City nella sede di un grande torneo mondiale, con l’obiettivo di attirare il maggior numero possibile di carte Numero. Faker accetta con entusiasmo. Le vite di Yuma e Astral iniziano a essere in serio pericolo: Kite è sempre un passo avanti e Yuma, schiacciato dalla tensione, inizia a farsi dominare dalla paura. Solo pensando a suo padre riesce a ritrovare il coraggio. Tuttavia, anche le loro strategie più audaci risultano prevedibili per Kite, che riesce a neutralizzare ogni tentativo di contrattacco. Quando la vittoria di Kite sembra ormai inevitabile, il duellante decide improvvisamente di ritirarsi: ha appena scoperto che Hart è caduto in coma per aver abusato del suo potere. Il tempo riprende a scorrere e Yuma e Astral, pur salvi, restano profondamente scossi. Sono consapevoli che Kite li aveva completamente sopraffatti e che, se avesse voluto, li avrebbe sconfitti senza alcuna difficoltà. |                   |                   |
| 15 | Il santuario dei duelli 「死闘、決闘庵 伝説のモンスター復活！！」 - Shitō, Dyueru-an Densetsu no Monsutā Fukkatsu!! – "Un combattimento alla morte nel santuario dei duelli: la rinascita dei mostri leggendari!!" | 18 luglio 2011    | 25 luglio 2012    |
| 15 | Mentre Astral è ancora abbattuto per la recente sconfitta contro Kite, Yuma viene a sapere dell’imminente torneo mondiale di duelli: il Carnevale Mondiale di Duelli. Poco dopo, la nonna di Yuma, Haru, lo manda insieme a Tori e Bronk a consegnare delle verdure a un uomo misterioso di nome Roku, che vive in un antico tempio. Giunti a destinazione, Yuma scopre una stanza piena di statue che raffigurano Mostri Leggendari. Roku spiega che il tempio è un Santuario dei Duelli, un luogo dove i duellanti si allenano nel rispetto dei mostri e dello spirito del gioco. Per metterlo alla prova, Roku sfida Yuma a un duello speciale, utilizzando statue e carte di legno. Durante il duello, la coscienza di Yuma viene trasportata all’interno del Mago Nero, costringendolo a vivere il combattimento dal punto di vista del mostro. Roku evoca il potente Drago Bianco Occhi Blu Finale e quasi lo sconfigge, offrendogli una profonda comprensione della paura e del rispetto che un mostro può provare sul campo di battaglia. Il giorno seguente, Roku si ritrova faccia a faccia con un suo ex allievo, Kaze, che anni prima era stato allontanato dal santuario perché trattava i suoi mostri come semplici strumenti, cercando solo la forza assoluta. Dopo aver sconfitto Roku, Kaze si introduce nel tempio per impadronirsi di un mazzo leggendario. Yuma, sconvolto dal modo in cui Roku è stato trattato, decide di affrontare Kaze e lo sfida a duello. Kaze evoca il suo mostro Xyz, Ninja Armatura di Lame, infliggendo danni a Yuma. Ma Yuma, determinato a non deludere Roku, combatte con l’intento di proteggere i suoi mostri, dimostrando di aver compreso il vero spirito del duello. |                   |                   |
| 16 | Un temibile mostro ninja 「必殺忍法！最恐忍者あらわる！」 - Hissatsu Ninpō! Saikyō Ninja Arawaru! – "Le mortali arti ninja! Il ninja più terrificante di tutti appare!" | 25 luglio 2011    | 5 settembre 2012  |
| 16 | Mentre Haru e Kari si recano al tempio per osservare Yuma, il ragazzo è impegnato nel duello contro Kaze. Grazie alla sua fiducia nei mostri e agli insegnamenti di Roku, Yuma riesce a riequilibrare la partita. Kaze rivela allora il suo asso: una carta Numero, Numero 12: Ninja Armatura di Ombra Scarlatta. Nonostante la pressione, Yuma ricorda le parole di Roku sull’importanza di comprendere i sentimenti dei mostri. Con questa consapevolezza, riesce a evocare Utopia e a sconfiggere Kaze. Tuttavia, accecato dalla rabbia e dalla frustrazione, Kaze tenta ancora una volta di distruggere le statue del santuario. Yuma lo ferma in tempo, aiutandolo a liberarsi finalmente dall’oscurità che lo opprimeva. Prima che il gruppo riparta, Roku decide di accogliere Kaze nuovamente al santuario e, in segno di stima, affida a Yuma il suo mazzo leggendario. Nonostante il progresso di Yuma, Astral rimane dubbioso: teme che il ragazzo non sia ancora pronto per affrontare nuovamente Kite. |                   |                   |
| 17 | Il duellante indovino 「すべてを見通す者 恐怖の占い師・ジン」 - Subete wo Mitōsu Mono Kyōfu no Uranaishi Jin – "L'occhio che prevede tutto: il veggente del terrore, Jin" | 1 agosto 2011     | 5 settembre 2012  |
| 17 | Un nuovo cacciatore di Numeri, Fortuno, un indovino al servizio di Kite, continua a raccogliere carte Numero per conto del suo padrone. Nel frattempo, Astral confessa a Yuma di essere ancora troppo spaventato per affrontare Kite di nuovo. Yuma, deciso a proteggere le carte Numero, si rifiuta di rivelare qualsiasi informazione. Tuttavia, Bronk, Tori, Caswell, Flip e Cathy decidono di agire per conto proprio e fondano il Club delle Indagini Misteriose delle Carte Numero, con l’obiettivo di scoprire la verità che si cela dietro di esse. Le loro ricerche li conducono proprio da Fortuno, che inizialmente si mostra disponibile a parlare ma poi li intrappola. Solo Cathy riesce a fuggire e corre da Yuma. Ma quando lo trova, viene posseduta da Fortuno, che lancia un ultimatum a Yuma: se vuole salvare i suoi amici, dovrà affrontarlo in duello. Nonostante i timori di Astral, spaventato dal fatto che Fortuno lavori per Kite, Yuma decide di andare. Durante il duello, Fortuno si dimostra subito un avversario temibile: sembra in grado di leggere le carte di Yuma e prende rapidamente il controllo dello scontro. Evoca quindi la sua carta Numero, Numero 16: Maestro dello Shock. Come se non bastasse, Fortuno rivela una crudele condizione: ogni volta che Yuma perde Life Points, la piattaforma sospesa sulla lava su cui si trovano i suoi amici inizia a crollare, mettendo le loro vite in pericolo. |                   |                   |
| 18 | La forza dell'amicizia 「カオスエクシーズ・チェンジ！希望の光ホープ・レイ！！」 - Kaosu Ekushīzu Chenji! Kibō no Hikari Hōpu Rei!! – "Cambio Caos Xyz! La luce della speranza, Raggio Speranza!!" | 8 agosto 2011     | 11 settembre 2012 |
| 18 | Seguendo il consiglio di Astral, Yuma riesce a evocare Utopia e a sconfiggere Numero 16: Maestro dello Shock. Ma lo scontro è tutt’altro che finito: Fortuno richiama una nuova carta Numero, molto più potente della precedente e anche la vera fonte del suo potere: Numero 11: Grande Occhio. Con questa, non solo attacca Yuma, ma prende anche il controllo di Utopia, ribaltando il duello a suo favore. Con i suoi Life Points ridotti a soli 100, Fortuno propone a Yuma un patto: libererà i suoi amici se il ragazzo si arrenderà e gli consegnerà tutte le sue carte Numero. Astral, pur consapevole che ciò porterebbe alla sua scomparsa, è disposto ad accettare. Ma Yuma si rifiuta, dichiarando che Astral non è solo un alleato, ma un vero amico, e che non può sacrificare la sua vita per salvare gli altri. In quel momento, Yuma si rende conto che qualcosa non quadra: Kite, apparentemente presente dall’inizio del duello, non si è mai mosso. Intuendo l’inganno, capisce che quello non è il vero Kite, ma un’esca creata per sottrargli le carte Numero. Il legame tra Yuma e Astral si rafforza a tal punto da attivare la Chiave di Yuma, che permette ad Astral di essere finalmente visibile agli altri e conferisce a Yuma un nuovo potere: l’Evoluzione Cxyz. Grazie a essa, Utopia si trasforma in Numero C39: Raggio Utopia, con cui Yuma riesce a sconfiggere Fortuno e salvare i suoi amici. Alla fine, Yuma e il gruppo lasciano il luogo sani e salvi. Poco dopo, il vero Kite raggiunge Fortuno, lo sfida e lo sconfigge in duello, prendendogli tutte le carte Numero… e anche la sua forza vitale.                                                                              |                   |                   |
| 19 | La promessa di Yuma 「約束のかっとビング」 - Yakusoku no Kattobingu – "Il Kattobing promesso" | 15 agosto 2011    | 11 settembre 2012 |
| 19 | Alla scuola di Yuma è in programma la giornata dell’incontro con i genitori, ma il ragazzo decide di non avvisare Haru e Kari, credendo che abbiano già altri impegni per quel giorno. Mentre si reca a scuola, si accorge di aver dimenticato la Chiave a casa e, parlando con Astral, inizia a raccontargli del padre, Kazuma. Kazuma gli aveva insegnato a non arrendersi mai, a credere nell’energia e nella determinazione interiore. Una notte, durante un violento terremoto, Kazuma e sua moglie Mirai rimasero coinvolti in un crollo. Per salvare la moglie, Kazuma si lasciò cadere in un baratro, permettendole di fuggire. Dopo la caduta, Kazuma si risvegliò in un mondo misterioso, dove incontrò un essere simile ad Astral. Questo gli affidò una Chiave dorata, che Kazuma, tempo dopo, consegnò a Yuma come eredità. Nel frattempo, Kari viene a sapere della giornata dedicata ai genitori e, colpita dalla notizia, decide insieme a Haru di fare una sorpresa a Yuma e recarsi a scuola per lui. |                   |                   |
| 20 | Il litigio 「漆黒のナンバーズ 闇遊馬ＶＳ鉄男」 - Shikkoku no nanbāzu Yami Yuma vs Tetsuo – "Il Numero nero pece: Yuma oscuro contro Tetsuo" | 22 agosto 2011    | 18 settembre 2012 |
| 20 | Dopo l’ennesima vittoria contro un duellante in possesso di una carta Numero, Yuma consegna il Numero conquistato ad Astral, che ha subito una visione inquietante: la distruzione della Terra. Intanto, Bronk si infuria con Yuma per il suo stile di duello avventato e, durante un momento di tensione, calcia via accidentalmente la Chiave di Yuma. La situazione precipita quando la carta appena ottenuta, Numero 96: Nebbia Oscura, prende il controllo di Astral, rendendolo ostile e tenendo Yuma in ostaggio. Prima di essere sopraffatto, Astral riesce a chiedere a Yuma di consegnare Utopia a Bronk, che è immune agli attacchi della Nebbia Oscura finché tiene in mano la Chiave. Bronk accetta la sfida e affronta Numero 96 in duello, ma il Numero usa il corpo di Yuma per giocare al suo posto. Evoca Nebbia Oscura, un mostro in grado di assorbire i punti d’attacco degli altri mostri sul campo. Bronk risponde evocando Utopia, ma viene rapidamente messo in difficoltà dal potere travolgente dell’avversario. A quel punto, Yuma riesce a comunicare con Bronk, fingendo di essersi alleato con Numero 96 per suggerirgli di distruggere la carta sbagliata. In realtà, sta seguendo un piano ideato da Astral: ingannare il nemico per permettere a Bronk di usare le carte giuste al momento giusto. Grazie a questa strategia, Bronk riesce a sconfiggere Nebbia Oscura. Astral torna in sé e, liberatosi dall’influsso maligno, riesce a catturare definitivamente Numero 96, evitando così un potenziale disastro. |                   |                   |
| 21 | Una robottina da salvare 「遊馬ＶＳお掃除ロボットオボミ」 - Yuma Bāsasu Osōji Robotto Obomi – "Yuma contro il robot delle pulizie, Obomi" | 29 agosto 2011    | 18 settembre 2012 |
| 21 | Un ladro utilizza un gruppo di robot della spazzatura per compiere una rapina in una gioielleria. Durante il colpo, però, uno dei robot si ribella agli ordini per salvare una famiglia di anatre e viene scaraventato in un fiume. Il giorno dopo, Yuma e i suoi amici lo trovano, lo riparano e gli danno un nome: Lilly. Ben presto si affezionano al robot e iniziano a considerarlo parte del gruppo. Tuttavia, quella stessa notte, il ladro richiama Lilly per un nuovo furto. La mattina seguente, mentre Kari indaga sull’accaduto, Yuma scopre il coinvolgimento di Lilly e, insieme ad Astral e agli altri amici, rintraccia il ladro. Quest’ultimo manda proprio Lilly ad attaccarli: il gruppo la riconosce grazie al fiocco che Tori le aveva legato. Per salvare l’amica robot, Yuma la sfida in duello. Lilly evoca il suo mostro Xyz, Rhinobot da Riciclaggio, mentre Yuma si difende con i suoi mostri Gagaga, sperando che il ricordo dei momenti vissuti insieme possa risvegliarla. Ma il ladro, per evitare ogni possibilità di fallimento, attiva un conto alla rovescia di autodistruzione: Yuma ha solo un minuto per vincere. Nel momento cruciale, Yuma trova nel proprio mazzo una carta Magia lasciata da Lilly stessa, che gli permette di evocare Utopia. Con questa, riesce a vincere il duello, fermare il conto alla rovescia e liberare Lilly dal controllo del ladro. Alla fine, i robot del criminale esplodono a causa di una sua stessa trappola, portando al suo arresto. Lilly, ormai libera e riconoscente, inizia una nuova vita insieme a Yuma. |                   |                   |
| 22 | Il sacrificio di Shark 「奪われた皇の鍵！激突カイトＶＳシャーク」 - Ubawareta Ō no Kagi! Gekitotsu Kaito Bāsasu Shāku – "La chiave dell'imperatore è stata rubata! Scontro, Kaito contro Shark" | 5 settembre 2011  | 25 settembre 2012 |
| 22 | Mentre Astral racconta a Yuma cosa ha scoperto all’interno della Chiave, Kite intuisce che quell’oggetto non appartiene a questo mondo e decide di impossessarsene. Approfittando di un momento di distrazione — mentre Yuma è in piscina e ha lasciato la Chiave incustodita — Kite manda il suo robot, Orbital 7, a rubarla. A ostacolarlo, però, si presenta Shark, che interviene in nome della sua amicizia con Yuma. Pensando che anche Shark possieda una carta Numero e deciso a ottenere la Chiave, Kite si manifesta e lo sfida a duello. Durante lo scontro, Kite evoca Numero 30: Golem Acido della Distruzione. Shark riesce inizialmente a prenderne il controllo, ma il mostro si rivela una trappola: i suoi effetti nascosti lo danneggiano pesantemente. Alla fine, Kite ha la meglio, sconfigge Shark e gli sottrae l’anima, oltre alla Chiave di Yuma, che contiene Astral al suo interno. Yuma si rende conto di quanto è accaduto, ma è troppo tardi: Kite è già fuggito. |                   |                   |
| 23 | Un cacciatore da stanare 「宿命の決闘！アストラルＶＳカイト」 - Shukumei no Dyueru! Asutoraru Bāsasu Kaito – "Il duello del destino! Astral contro Kaito" | 12 settembre 2011 | 25 settembre 2012 |
| 23 | Dopo aver portato Shark in ospedale, Yuma e i suoi amici si rivolgono a Mr. Kay per chiedere aiuto nel rintracciare la posizione della Chiave, ormai finita nelle mani di Kite. Grazie alle sue conoscenze, Kay riesce a localizzarla, dando al gruppo una possibilità per intervenire. Nel frattempo, Kite conduce esperimenti sulla Chiave e scopre un modo per accedere al mondo al suo interno. Una volta dentro, si ritrova faccia a faccia con Astral, che sfida immediatamente a duello per ottenere tutti i suoi Numeri. Durante lo scontro, la paura di Astral nei confronti del potente Drago Fotonico Occhi Galattici lo mette nuovamente in difficoltà. I ricordi del precedente duello e la pressione di dover affrontare un avversario tanto superiore sembrano paralizzarlo. Nel frattempo, grazie alle indicazioni di Mr. Kay, Yuma e i suoi amici riescono a infiltrarsi nel nascondiglio di Kite. La loro presenza, insieme al pensiero del legame con Yuma, dà ad Astral la forza di affrontare finalmente le sue paure. Con determinazione, decide di opporsi con tutto sé stesso a Kite, pronto a combattere non solo per i Numeri, ma anche per la propria identità. |                   |                   |
| 24 | Potere Zexal 「魂のエクシーズ召喚！ＺＥＸＡＬ」 - Tamashī no Ekushīzu Shōkan! Zearu – "L'evocazione Xyz delle anime! Zexal" | 19 settembre 2011 | 2 ottobre 2012    |
| 24 | Gli amici di Yuma riescono a distrarre i robot di sicurezza, permettendogli di proseguire da solo all’interno del nascondiglio di Kite. Durante l’esplorazione, Yuma scopre l’esistenza di Hart, il fratello di Kite, e ha una nuova visione della misteriosa porta che aveva già visto in passato. Questa gli parla di un potere leggendario chiamato ZEXAL. Intanto, all’interno della Chiave, il duello tra Astral e Kite continua. Astral evoca Utopia, mentre Kite risponde evocando il suo potente Drago Fotonico Occhi Galattici. Per cercare di ribaltare la situazione, Astral richiama Numero C39: Raggio Utopia, ma il duello resta in bilico. Nel frattempo, Yuma riesce a recuperare la sua Chiave, e con essa ottiene finalmente il potere ZEXAL. Questo nuovo potere gli consente di unire la propria anima con quella di Astral, dando vita a una forza mai vista prima. Insieme, evocano ZW - Unicorno Lancia, che equipaggiano a Utopia per contrastare il Drago Fotonico. Il colpo finale sembra inevitabile, ma Kite riesce a difendersi, facendo terminare il duello in pareggio. Tuttavia, dato che non ha vinto, l’anima di Shark viene liberata e restituita al suo corpo. A quel punto, il magazzino di Kite inizia ad autodistruggersi, lasciando Yuma e i suoi amici feriti e stremati. Kite riesce a fuggire nuovamente, mentre il gruppo si salva per un soffio. |                   |                   |
| 25 | Sulla traccia dei ricordi 「時の訪れ 現われし３つの太陽」 - Toki no Otozure Arawareshi Mittsu no Taiyō – "L'ora è giunta: appaiono tre soli" | 3 ottobre 2011    | 2 ottobre 2012    |
| 25 | Yuma e Astral iniziano a interrogarsi sulla vera natura del Drago Fotonico Occhi Galattici e sul motivo per cui Kite, pur raccogliendo le carte Numero, non sembri influenzato dal loro potere come gli altri duellanti corrotti. All’improvviso, il tempo si blocca e nel cielo compaiono tre misteriosi soli, uno dei quali sembra provenire dal mondo di Astral. Mentre tutto è fermo, solo Astral e Kite sono in grado di muoversi. Approfittando dell’anomalia, entrambi iniziano a condurre indagini parallele, analizzando le posizioni dei precedenti duelli di Yuma e cercando di comprendere l’origine del fenomeno. Quando i tre soli scompaiono e il tempo riprende a scorrere normalmente, Kite si presenta a Yuma e lo sfida ufficialmente, dicendogli di presentarsi al Carnevale Mondiale di Duelli. Lì, potrà finalmente affrontarlo in un duello decisivo per porre fine una volta per tutte alla loro rivalità. |                   |                   |

### Stagione 2
| Nº | Titolo italiano Giapponese 「Kanji」 - Rōmaji - Traduzione letterale | In onda          | In onda          |
| Nº | Titolo italiano Giapponese 「Kanji」 - Rōmaji - Traduzione letterale | Giapponese       | Italiano         |
| 26 | Il Carnevale di Duelli 「開幕！ＷＤＣ」 - Kaimaku! Wārudo Dyueru Kānibaru – "Apertura! Il Carnevale Mondiale dei Duelli" | 10 ottobre 2011  | 9 ottobre 2012   |
| 26 | Yuma cade nello sconforto quando scopre di non poter partecipare al Carnevale Mondiale di Duelli, in quanto il termine per la registrazione è già scaduto. Nel frattempo, Shark, attirato dalla presenza di una carta a lui familiare, si imbatte in Four, l’avversario che aveva affrontato in un torneo precedente terminato con la sua squalifica. Four rivela che quell’esclusione era stata pianificata, ma gli offre comunque la possibilità di partecipare al torneo per regolare i conti. Yuma tenta invano di convincere gli organizzatori a farlo partecipare. Sarà Kite a intervenire, riuscendo a persuadere il Signor Heartland a concedere a Yuma un Frammento di Cuore, l’oggetto necessario per accedere alla competizione. La decisione è motivata anche dal desiderio di attirare altri possessori di carte Numero. Con l’inizio del torneo vengono spiegate le regole: i duellanti hanno tre giorni di tempo per ottenere frammenti di cuore sconfiggendo altri partecipanti. Completato il cuore, potranno accedere alla fase finale. Yuma affronta subito il suo primo avversario, un duellante di nome Kakeru. |                  |                  |
| 27 | Una passione negata 「ＷＤＣキックオフ！ 炎のストライカー・国立カケル」 - Wārudo Dyueru Kānibaru Kikkuofu! Honō no Sutoraikā Kunitachi Kakeru – "Il calcio d'inizio del Carnevale Mondiale dei Duelli! L'attaccante fiammeggiante, Kakeru Kunitachi" | 17 ottobre 2011  | 9 ottobre 2012   |
| 27 | Yuma inizia il suo primo duello nel Carnevale Mondiale di Duelli contro Kakeru, un duellante che utilizza un Deck a tema calcistico e che prende inizialmente il controllo del duello. Tuttavia, grazie alla collaborazione con Astral, Yuma riesce a recuperare terreno utilizzando una strategia basata sul gioco di squadra. Durante il duello, Kakeru rivela di sentirsi inadeguato rispetto ai suoi fratelli, celebri calciatori, e di aver scelto i duelli come modo per distinguersi, preferendo agire in solitaria. Yuma lo incoraggia, sottolineando che il suo mazzo rappresenta una squadra e che lavorare con gli altri è una forza, non una debolezza. Rinvigorito dalle parole di Yuma, Kakeru evoca il suo mostro più potente, Fantasista Dieci, mettendo l’avversario in seria difficoltà. Yuma risponde evocando un nuovo mostro Xyz, Muzurhythm il Djinn della Chitarra, con cui riesce a ottenere la vittoria. Al termine del duello, Kakeru decide di tornare a giocare a calcio e consegna a Yuma il proprio Frammento di Cuore, permettendogli di proseguire nel torneo. |                  |                  |
| 28 | Il cantiere del duello 「工事現場デュエル！ 重機デッキを打ち破れ！！」 - Kōjigenba Dyueru! Jūki Dekki wo Uchiyabure!! – "Duello nel cantiere! Distruggi il deck macchine pesanti!!" | 24 ottobre 2011  | 16 ottobre 2012  |
| 28 | Durante la ricerca di nuovi avversari all’interno di un cantiere, Yuma e Tori vengono salvati da una gru in caduta da un ragazzo di nome Shobi, partecipante al Carnevale Mondiale di Duelli, che sfida Yuma a duello. Nel corso della sfida, il suono emesso dal mostro principale di Shobi, Re delle Macchine Digvor’zak, impedisce a Yuma di ascoltare le indicazioni di Astral. Quest’ultimo decide quindi di comunicare con Yuma tramite telepatia, paragonando l’importanza dei mostri di basso livello a quella di un piccolo bullone che permette a una grande macchina di restare in funzione. Seguendo questo consiglio, Yuma riesce a sfruttare efficacemente i suoi mostri minori per indebolire e infine sconfiggere Re delle Macchine, vincendo il duello. Shobi gli consegna quindi un terzo Frammento di Cuore, permettendo a Yuma di avvicinarsi ulteriormente alla qualificazione per le finali del torneo. |                  |                  |
| 29 | Una duellante senza scrupoli 「鉄道デッキ発進！暴走決闘者アンナ」 - Tetsudō Dekki Hasshin! Bakusō Dyuerisuto Anna – "La partenza del deck ferroviario! La duellante ruggente, Anna" | 31 ottobre 2011  | 16 ottobre 2012  |
| 29 | Yuma e Tori vengono improvvisamente inseguiti da Anna Kozuki, una ragazza che afferma di conoscere Yuma fin dall’infanzia e di avercela con lui per essere stato, a suo dire, la causa di un’umiliazione subita. In realtà, Anna era innamorata di lui da piccola e la sua frustrazione nasce da un fraintendimento. L’inseguimento si fa caotico, con Anna che arriva persino a lanciare razzi contro di loro tramite un veicolo dotato di armamenti. Yuma decide quindi di affrontarla in duello. Anna dichiara che, in caso di vittoria, Yuma dovrà diventare suo. Il mazzo di Anna, basato su treni, si dimostra estremamente potente: riesce a evocare un mostro Xyz di Livello 10, Super Cannone Ferroviario Gustav Max. Yuma risponde evocando il suo nuovo mostro Xyz, Temtempo il Djinn del Tamburo, e sfrutta un insieme di trappole e strategie difensive per usare la forza di fuoco di Anna contro di lei, riuscendo infine a vincere il duello. Dopo lo scontro, Tori scopre che Anna ha in realtà confuso Yuma con un altro ragazzo dal nome simile. Una volta chiarito il malinteso, Anna se ne va, senza però consegnare un Frammento di Cuore, poiché non è una partecipante ufficiale del torneo.                                                                                               |                  |                  |
| 30 | Una dura prova per Yuma 「遊馬最大の試練！死闘、野菜デスマッチ！」 - Yūma Saidai no Shiren! Shitō, Yasai Desu Macchi! – "La più grande prova di Yuma! Il combattimento alla morte delle verdure!" | 7 novembre 2011  | 23 ottobre 2012  |
| 30 | Durante il torneo, Yuma incontra Housaku Yasai, un contadino e partecipante del Carnevale Mondiale di Duelli, che desidera che Tori diventi il volto pubblicitario del suo parco divertimenti a tema pomodori, chiamato Tomato Park. Per decidere il risultato della proposta, Yuma lo sfida a duello. Housaku introduce una regola speciale chiamata “regola del canestro”, secondo la quale i duellanti devono mangiare una verdura ogni volta che desiderano sferrare un attacco. La regola si rivela particolarmente svantaggiosa per Yuma, che detesta i pomodori. Ogni ortaggio estratto, infatti, è mescolato con pomodoro, impedendogli di attaccare per buona parte del duello. Grazie all’incoraggiamento di Tori e Astral, Yuma trova infine il coraggio di mangiarne uno, scoprendo con sorpresa di amarlo. Recuperato lo slancio, riesce a vincere il duello grazie al suo mostro Xyz, Melomelody il Djinn della Tromba. La vittoria porta a un duplice risultato: Housaku si rallegra per aver convertito Yuma all’amore per i pomodori, e Yuma ottiene un Frammento di Cuore, proseguendo così il suo cammino nel torneo. |                  |                  |
| 31 | La carta portafortuna 「その名はチャーリー！史上最強の運を持つ男」 - Sono Na wa Chārī! Shijō Saikyō no Un wo Motsu Otoko – "Il suo nome è Charlie! L'uomo con la più grande fortuna nella storia" | 14 novembre 2011 | 23 ottobre 2012  |
| 31 | Kari viene contattata da un ladro di nome Charlie McCoy, una sua vecchia conoscenza. Manda allora Yuma a incontrarlo; quest’ultimo incontra anche Shark, che gli spiega le sue motivazioni riguardo alla partecipazione al Carnevale Mondiale di Duelli. Quando Yuma raggiunge Charlie, scopre che quest’ultimo è in possesso di una carta Numero, Numero 7: Sequenza Fortunata, e che è dotato di una straordinaria fortuna. Quando la polizia arriva sul posto, Charlie utilizza la sua carta Numero per creare un tornado che risucchia diverse carte appartenenti ai presenti, inclusa una delle carte Numero di Yuma, permettendogli di fuggire. Dopo aver appreso ulteriori dettagli su Charlie grazie a Kari, Yuma riesce infine a sfidarlo a duello a bordo di una monorotaia in corsa. |                  |                  |
| 32 | La fortuna non è tutto 「無敵の強運！Ｎｏ．７ ラッキー・ストライプ」 - Muteki no Kyōun! Nanbāzu Nana Rakkī Sutoraipu – "Fortuna invincibile! Numero 7: Striscia Fortunata" | 21 novembre 2011 | 30 ottobre 2012  |
| 32 | Charlie utilizza l’estrema fortuna concessagli dalla sua carta Numero, Numero 7: Sequenza Fortunata, per aumentare i suoi Life Points a livelli elevati ed evocare il mostro omonimo. La carta garantisce una fortuna apparentemente imbattibile. Con il tempo che stringe prima che il treno su cui stanno duellando si schianti, Kari informa Yuma che la fortuna di Charlie è direttamente legata alla carta Numero. Quando Charlie prende il controllo di Utopia, Yuma riesce a sfruttare un momento di fortuna per neutralizzare l’effetto di Sequenza Fortunata, privando Charlie della sua straordinaria fortuna. In questo modo, Yuma riesce a ribaltare la situazione e a vincere il duello grazie a Numero C39: Raggio Utopia. Nel frattempo, Kari riesce a fermare il treno in tempo. Dopo il duello, Charlie si reca dalla nipote May, che sta per essere sottoposta a un’operazione, e le dona Sequenza Fortunata come portafortuna. Prima di congedarsi, saluta Kari con un bacio, ricevendo in cambio uno schiaffo. |                  |                  |
| 33 | La malvagità di Four 「地獄のタッグデュエル！悪魔のヒーローⅣ」 - Jigoku no Taggu Dyueru! Akuma no Hīrō Fō – "Il duello a coppie dell'inferno! L'eroe diabolico, IV" | 28 novembre 2011 | 30 ottobre 2012  |
| 33 | All’inizio della seconda giornata del torneo, Bronk e Caswell vengono invitati a duello da Four, celebre campione di duelli e loro idolo. In palio ci sono tutti i loro Frammenti di Cuore. Inizialmente Four si presenta come un normale partecipante, ma rivela presto la sua vera natura: è un duellante malvagio il cui scopo è raccogliere le carte Numero. Durante il duello evoca il suo mostro preferito, Numero 15: Burattino Truccato Killer Gigante, la cui abilità gli consente di distruggere qualsiasi mostro Xyz dell’avversario e infliggere gravi danni. Bronk e Caswell vengono sconfitti brutalmente e, nonostante la fine del duello, Four continua a colpirli, causando loro ulteriori sofferenze. Quando Yuma arriva per affrontarlo, deciso a vendicarli, viene fermato da Shark, che pretende di essere lui a duellare contro Four. |                  |                  |
| 34 | Il segreto di Shark 「決意の復讐 哀しき決闘者シャーク」 - Ketsui no Fukushū Kanashiki Dyuerisuto Shāku – "La vendetta determinata: il triste duellante, Shark" | 5 dicembre 2011  | 6 novembre 2012  |
| 34 | Shark si prepara ad affrontare Four, ma viene invece costretto a duellare contro suo fratello Three, nonostante l’apparente disaccordo di Four. Three gli ricorda che stanno seguendo gli ordini di un individuo di nome Tron, inducendo così Four ad andarsene, portando con sé un cuore completo. Mentre Tori accompagna Bronk e Caswell all’ospedale, Yuma e Astral rimangono per assistere allo scontro. Shark inizia il duello evocando Lanciere Raggio Nero, ma Three risponde con Numero 32: Draghetto Squalo, infliggendo gravi danni. Quando Shark prende il controllo di Draghetto Squalo, rischia di essere sopraffatto dal potere del Numero, ma riesce a resistere ricordando le parole di incoraggiamento di Yuma. Three evoca successivamente il suo mostro Xyz, Cronomalia Alieno di Cristallo, ma Shark riesce a vedere attraverso le sue trappole e a vincere il duello. Al termine dello scontro, Shark ottiene la carta Numero 32: Draghetto Squalo. |                  |                  |
| 35 | Fotografie del futuro 「衝撃のスクープ！小鳥の危険な未来！」 - Shōgeki no Sukūpu! Kotori no Kiken-na Mirai – "Lo scoop scioccante! Il pericoloso futuro di Kotori!" | 12 dicembre 2011 | 6 novembre 2012  |
| 35 | Il capo di Kari la incarica di indagare su Shuta Hayami, un fotografo noto per la presunta capacità di scattare foto di eventi futuri. Dopo aver assistito personalmente a questa abilità, Kari chiede a Yuma di incontrarlo. Nel frattempo, Tori, irritata dal comportamento di Yuma, si imbatte in Shuta, che si rivela essere un suo vecchio amico. Shuta le scatta una foto prima che salga a bordo di un dirigibile. Poco dopo, Yuma sorprende Shuta mentre aggredisce un individuo utilizzando una carta Numero. Quando Yuma e Kari lo affrontano, Shuta mostra loro una fotografia del futuro che ritrae Tori in pericolo sull’aeronave, proprio nel momento in cui uno dei motori esplode. Mentre Kari si precipita a salvare Tori e gli altri passeggeri, Yuma sfida Shuta in duello. Durante lo scontro, Shuta scatta un’altra foto predittiva, che mostra una presunta sconfitta di Yuma. |                  |                  |
| 36 | Il coraggio di scegliere 「未来を切り開く力！希望皇ホープレイ」 - Mirai wo Kirihiraku Chikara! Kibōō Hōpu Rei – "Il potere di creare il futuro! Imperatore della Speranza, Raggio Speranza" | 19 dicembre 2011 | 13 novembre 2012 |
| 36 | Mentre Yuma affronta Shuta in un duello difficile contro un avversario in grado di prevedere ogni sua mossa, il secondo motore del dirigibile esplode, mettendo ulteriormente in pericolo Tori, sconvolta anche dal cambiamento di personalità del suo vecchio amico. Yuma decide di ribellarsi al futuro previsto da Shuta e sceglie di agire seguendo la propria volontà, rifiutando la strategia che l’avversario aveva pianificato. Shuta evoca la sua carta Numero, Numero 25: Focus Forza, ma si rende conto che il cambiamento nel comportamento di Yuma ha alterato il futuro che aveva previsto. Dopo aver annullato gli effetti di Focus Forza, Yuma evoca Numero C39: Raggio Utopia e riesce a sconfiggere Shuta. Sebbene il dirigibile sia ancora in procinto di schiantarsi, interviene Kite, che riesce a farlo atterrare in sicurezza. A seguito del duello, Shuta torna alla sua personalità originaria. |                  |                  |
| 37 | L'inganno di Flip 「ＷＤＣ失格！？ハートランドの刺客ドロワ＆ゴーシュ」 - Wārudo Dyueru Kānibaru Shikkaku!? Hātorando no Shikyaku Dorowa Ando Gōshu – "Squalificato dal Carnevale Mondiale dei Duelli!? I sicari di Heartland, Droite & Gauche" | 26 dicembre 2011 | 13 novembre 2012 |
| 37 | Flip, rendendosi conto di essere in ritardo nella raccolta dei Frammenti di Cuore durante il Carnevale Mondiale di Duelli, tenta di ottenerli ingannando altri Duellanti con pezzi falsi. Viene però scoperto da Droite (Dextra) e Gauche (Nistro), subordinati del Signor Heartland. Scioccato dal modo in cui Flip viene trattato, Yuma decide di sfidare entrambi in duello, nonostante il rischio di essere squalificato in caso di sconfitta. Nel frattempo, all’interno della Chiave, Astral si confronta con Numero 96, che si è alleato con altri Numeri per attaccarlo. Numero 96 dichiara che la sua missione è distruggere la specie umana, ma Utopia interviene per difendere Astral. |                  |                  |
| 38 | Il potere dell'amicizia 「希望をつなげ！ホープ剣マーズ・スラッシュ！！」 - Kibō wo Tsunage! Hōpu Ken Māzu Surasshu!! – "Collega la speranza! Fendente Marziano Spada della Speranza!!" | 9 gennaio 2012   | 20 novembre 2012 |
| 38 | Yuma riesce a resistere all’attacco iniziale di Gauche, ma si rende conto di non poter evocare i suoi Numeri in assenza di Astral. Nel frattempo, Astral chiede a Utopia di andare in aiuto di Yuma, mentre continua a essere attaccato da Numero 96 e da altri Numeri all’interno della Chiave. Yuma riesce a evocare Utopia, mentre Droite evoca il suo mostro Xyz, Farfalloperativo Fotonico, appartenente allo stesso archetipo dei mostri di Kite. Ciò porta sia Droite che Gauche a capire che Yuma conosce Kite e le carte Numero. Gauche evoca Buttafuori Colpo Fotonico, portando i Life Points di Yuma a soli 100. In difficoltà, Yuma cerca un modo per reagire e, grazie al supporto di Tori e Flip, ritrova fiducia in sé stesso, il che consente ad Astral di liberarsi da Numero 96 e di intervenire in suo aiuto. Con Astral al suo fianco, Yuma potenzia Utopia e riesce a sconfiggere Droite. Gauche decide allora di prendere il colpo finale al posto della sua compagna, permettendo a Yuma di ottenere comunque la vittoria nel duello. |                  |                  |
| 39 | Duello tra cani e gatti 「宿命の対決！キャットちゃんＶＳドッグちゃん」 - Shukumei no Taiketsu! Kyatto-chan Bāsasu Doggu-chan – "La resa dei conti del destino! Cat-chan contro Dog-chan" | 16 gennaio 2012  | 20 novembre 2012 |
| 39 | Yuma e le sue amiche incontrano Cathy, che possiede due Frammenti di Cuore. Improvvisamente, un gruppo di cani ruba il Frammento di Cuore di Yuma. Grazie alla capacità di Cathy di comunicare con i gatti, riescono a rintracciare i cani in un magazzino, dove incontrano Rosco, un cane parlante che si presenta come il capo del gruppo. Rosco sfida Cathy a un duello per determinare il destino di cani e gatti. Durante il duello, Rosco evoca il suo mostro Xyz, Cane Re del Sumo, ma Cathy riesce a resistere all’attacco ed evoca Maga Ragazza Gatto. Successivamente si scopre che la voce dietro Rosco appartiene a una ragazza di nome Pip, che si era nascosta all’interno della botte del cane robotico per paura di interagire con gli altri e desiderava partecipare ai Monster Duels. Cathy la incoraggia a continuare il duello, e quando Pip è sul punto di arrendersi, Yuma e gli altri la spronano a lottare fino alla fine. Grazie al loro incoraggiamento, Pip riesce a ribaltare la situazione e vincere il duello. In seguito, restituisce il Frammento di Cuore a Yuma, mentre Cathy le dona i suoi Frammenti per aiutarla a partecipare al torneo. |                  |                  |
| 40 | Poteri misteriosi 「ハートランドから来訪者 ハルト」 - Hātorando kara Raihōsha Haruto – "Il visitatore da Heartland, Haruto" | 23 gennaio 2012  | 27 novembre 2012 |
| 40 | Quando Hart si rende conto dei sacrifici che Kite sta compiendo per proteggerlo, riesce a liberarsi dalle catene e scende nella città di Heartland, dove viene trovato da Yuma e Tori. I due scoprono che Hart non solo possiede misteriosi poteri psichici, ma è anche in grado di comunicare direttamente con Astral. Yuma decide di portarlo a casa, dove Hart sembra sviluppare un legame di amicizia con Astral. Tuttavia, durante la notte, Hart fugge alla ricerca di Kite e viene seguito da Yuma e Tori fino a un parco eolico. Nistro e Dextra arrivano sul posto con l’intento di riportare indietro Hart, ma quest’ultimo utilizza i suoi poteri per sfuggire. Il gruppo raggiunge la sommità di una turbina eolica, dove Hart, incapace di trovare ciò che cercava, perde il controllo. Astral riesce a leggere nei suoi ricordi e scopre che Hart è sempre stato protetto da Kite, finché non è stato catturato dal Signor Heartland. Yuma riesce a calmare Hart, ma subito dopo compare Five, un altro servitore di Tron, che prende il controllo di Hart. Prima di andarsene con Five, Hart rivela che la sua missione è distruggere il mondo Astrale. |                  |                  |
| 41 | Il rapimento di Hart 「消えたハルト！新たなる敵 トロン」 - Kieta Haruto! Aratanaru Teki Toron – "Haruto è scomparso! Il nuovo nemico, Tron" | 30 gennaio 2012  | 27 novembre 2012 |
| 41 | Dopo la partenza di Five con Hart, Yuma e Tori lasciano il parco eolico, ma lungo la strada incontrano Gauche e Droite, che inizialmente accusano Yuma di aver rapito Hart. La situazione si calma con l’arrivo di Kite, che scende dall’alto per chiarire l’equivoco. Dopo aver ascoltato le spiegazioni, Gauche e Droite decidono di lasciar andare Yuma. Kite rivela che Hart è malato, e Yuma si offre di aiutarlo; Kite accetta, decidendo di cercare Hart dall’alto mentre Yuma esplora la città da terra. Nel frattempo, Astral sospetta che il Signor Heartland sia coinvolto nei misteri legati a Hart. In un castello isolato, Five porta Hart da Tron (Vetrix), che inizia un rituale per sottrarre a Hart i suoi poteri e la sua anima, causando al ragazzo un grande dolore. Astral e Kite, separatamente, percepiscono le urla di Hart. Sulla base delle informazioni fornite da Hart, Yuma e Kite si dirigono verso un castello circondato da un lago. Sebbene inizialmente riluttante a farlo entrare, Kite cede all’insistenza di Yuma, e i due entrano insieme. All’interno del castello, vengono accolti da Four e Three, che li sfidano a un duello due contro due. |                  |                  |
| 42 | Kite contro tutti 「遊馬とカイト 魂のタッグ・デュエル」 - Yūma to Kaito Tamashī no Taggu Dyueru – "Yuma e Kaito, il duello a coppie dell'anima" | 6 febbraio 2012  | 31 dicembre 2012 |
| 42 | All’inizio del duello due contro due, Kite mostra poca volontà di collaborare con Yuma, che apprende da Four che Kite sta raccogliendo le carte Numero nella speranza di curare la malattia del fratello Hart. Three evoca il suo mostro Xyz, Numero 33: Cronomalia Machu Mech, mentre Yuma risponde evocando Utopia. Four entra in campo con il suo mostro principale, Numero 15: Burattino Truccato Killer Gigante, con l’intento di distruggere Utopia, ma Yuma riesce a proteggerlo, evitando che Kite subisca danni. In seguito, Four tormenta Kite mostrandogli la sofferenza che Hart sta patendo, spingendolo a evocare il suo mostro principale, Drago Fotonico Occhi Galattici. Tuttavia, Kite cade in una trappola orchestrata da Three, che riesce a indebolire il Drago Fotonico e a infliggere ingenti danni diretti a Kite. |                  |                  |
| 43 | Il potere dei due fratelli 「奇跡のオーバーレイ！超銀河眼の光子龍」 - Kiseki no Ōbārei! Neo Gyarakushīaizu Foton Doragon – "La sovrapposizione miracolosa! Neo Drago Fotonico Occhi Galattici" | 13 febbraio 2012 | 31 dicembre 2012 |
| 43 | Yuma continua a proteggere Kite dagli attacchi di Three e Four sacrificando i propri Life Points, nonostante il suo stile di gioco resti fortemente personale. I due fratelli concentrano i loro attacchi su Drago Fotonico Occhi Galattici, riducendone l’attacco a zero e lasciando Kite con pochissima salute residua. Yuma riesce infine a distruggere Numero 15: Burattino Truccato Killer Gigante utilizzando Numero C39: Raggio Utopia, ma Four coglie l’occasione per evocare un mostro ancora più potente, Numero 40: Marionetta Truccata Corde del Cielo, che minaccia di distruggere tutti i mostri sul campo. Nel turno successivo, Yuma e Kite contrattaccano, infliggendo danni significativi. Yuma abbassa nuovamente la propria salute per impedire che Kite venga sconfitto. Nel frattempo, Hart desidera proteggere suo fratello e riesce a liberarsi dal rituale di Tron, trasferendo i suoi poteri a Kite. Questo consente a Kite di evocare un nuovo mostro Xyz, Neo Drago Fotonico Occhi Galattici, che con il suo effetto distrugge le carte Numero di Three e Four, causando loro la sconfitta simultanea. |                  |                  |
| 44 | La scappatoia 「運命の分かれ道！デュエルを捨てた遊馬！」 - Unmei no Wakaremichi! Dyueru wo Suteta Yūma! – "Il bivio del destino! Yuma abbandona i duelli!" | 20 febbraio 2012 | 1º gennaio 2013  |
| 44 | Dopo la sconfitta di Three e Four, Kite e Astral tentano di ottenere le carte Numero dai loro avversari, ma non ci riescono a causa della protezione offerta da un talismano. Successivamente, Five restituisce Hart, che si trova ancora in coma, e rivela a Yuma che suo padre, Kazuma, è ancora vivo e si trova nel Mondo Astrale. La famiglia di Tron si ritira, mentre Yuma e gli altri tornano a casa. Yuma entra in crisi dopo aver appreso i veri motivi della raccolta dei Numeri da parte di Kite: non sa più se continuare a cercarli per aiutare Astral a recuperare la memoria o per scoprire dove si trovi suo padre. Kite, da parte sua, continua la raccolta per salvare Hart dalla malattia. Confuso e combattuto, Yuma scappa di casa per mettersi alla ricerca di Kazuma. Tuttavia, viene fermato dalla sua famiglia e dal suo maestro Roku, che lo sfida a duello con l’intento di fargli ritrovare la passione per il duello e affrontare la realtà. Durante il duello, Roku lo accusa di usare la figura del padre come pretesto per scappare dalle proprie responsabilità. Inoltre, gli rivela che il Dottor Faker controlla il torneo attraverso il Signor Heartland e gli parla del legame tra lui e Kazuma. Nel frattempo, Tron inizia a sperimentare il potere che ha ottenuto da Hart. |                  |                  |
| 45 | Un nuovo partecipante 「遅れてきた強敵！ロビンＶＳゴーシ」 - Okuretekita Kyōteki! Robin Bāsasu Gōshu – "Un formidabile nemico arriva in ritardo! Passero contro Gauche" | 27 febbraio 2012 | 1º gennaio 2013  |
| 45 | Ha inizio la terza giornata di qualificazioni del Carnevale Mondiale di Duelli. Gauche e Droite decidono di partecipare ufficialmente al torneo con l’obiettivo di raccogliere carte Numero. Vengono attratti da una folla di spettatori che ha assistito a un duello di Nelson. Gauche sfida Nelson in un duello puntando a ottenere tutti i suoi Frammenti di Cuore. Yuma arriva sul posto mentre il duello è agli ultimi momenti. Nelson evoca il suo mostro di grado elevato, Robot Jet Super Superdimensionale Distruttore Galattico, con 5.000 punti di attacco. Tuttavia, Gauche ribalta la situazione evocando la carta principale del suo nuovo mazzo, Campione Eroico - Excalibur, con cui riesce a superare la potenza del mostro avversario e a sconfiggere Nelson. Dopo il duello, Nelson si confida con Yuma, dicendo di non essere deluso dalla sconfitta e di essersi persino divertito, prima di ripartire per continuare a raccogliere Frammenti di Cuore. |                  |                  |
| 46 | La generosità di Yuma 「家族のために・・・優しき復讐者・Ⅲ！！」 - Kazoku no Tame ni... Yasashiki Fukushūsha Surī!! – "Per la famiglia... Il vendicatore gentile, III!!" | 5 marzo 2012     | 2 gennaio 2013   |
| 46 | Alla ricerca di un nuovo avversario, Yuma incontra diversi duellanti che sono stati gravemente sconfitti da Shark. Dopo aver visto quanto Shark sia determinato a portare avanti la sua vendetta, Yuma lo sfida a duello. Tuttavia, l’intento di Yuma non è quello di vincere, ma di aiutare Shark a liberarsi dall’odio che lo consuma, causato dall’influenza di un frammento di Numero. Yuma cerca di ricordargli che i duelli dovrebbero essere un’esperienza divertente e costruttiva. Colpito dal gesto, Shark decide di annullare il duello, liberandosi dall’oscurità nel suo cuore. Più tardi, mentre torna a casa, Yuma incontra Three, che ha osservato il duello ed è incuriosito dall’approccio di Yuma ai duelli. Three passa la giornata con la famiglia Tsukumo e, osservando l’interazione affettuosa ma caotica tra Yuma e sua sorella Kari, ricorda con nostalgia il tempo felice trascorso con la propria famiglia prima che iniziasse la loro vendetta contro il Dottor Faker. Sopraffatto dalla tristezza, Three abbandona la casa dei Tsukumo durante un pasto e riafferma la sua lealtà alla propria famiglia, tornando da Yuma per sfidarlo in un nuovo duello. |                  |                  |
| 47 | L'energia rubata 「遊馬が棄権！？奪われた「かっとビング」！」 - Yūma ga Kiken!? Ubawareta "Kattobingu"! – "Yuma rinuncia!? Il "Kattobing" rubato!" | 12 marzo 2012    | 2 gennaio 2013   |
| 47 | Three, a cui Tron ha conferito uno strano potere che gli consente di percepire la presenza di Astral, affronta Yuma in un duello. Durante lo scontro, Three evoca il suo Numero 33: Cronomalia Machu Mech, insieme a Chronomalia Golem Maschera Azteca, cercando di sopraffare Yuma con potenti attacchi combinati. Tuttavia, Astral interviene per aiutare Yuma a difendersi. Infastidito dalla determinazione di Yuma a volerlo aiutare, Three utilizza il potere ricevuto da Tron contro di lui, inducendolo in uno stato di confusione in cui non riesce più a percepire l’energia al massimo e si spaventa al solo pensiero di continuare a duellare. In questo stato, Yuma non è più in grado di vedere né Astral né la Chiave. Approfittando della situazione, Three usa ulteriormente il proprio potere per incatenare Astral a una torre dimensionale, rendendolo completamente incapace di intervenire nel duello. |                  |                  |
| 48 | La scomparsa di Astral 「アストラル、死す・・・！？」 - Asutoraru, Shisu...!? – "Astral, morto...!?" | 19 marzo 2012    | 3 gennaio 2013   |
| 48 | Yuma, ormai paralizzato dalla paura, si trova in grave difficoltà durante il duello contro Three, rischiando la sconfitta. Prima che l’attacco finale possa colpirlo, Astral utilizza i suoi poteri per riattivare i ricordi di Yuma, permettendogli di difendersi. Tuttavia, questo gesto porta Three ad attaccare Astral, distruggendolo apparentemente. Mentre gli amici di Yuma cercano di aiutarlo a recuperare la memoria, Three usa i suoi poteri anche contro di loro. In quel momento, l’immagine di Kazuma contenuta nella Chiave di Yuma riesce a rompere l’influenza dei poteri di Three, permettendo a Yuma di riguadagnare completamente la memoria. Appreso della presunta morte di Astral, Yuma si ricorda del consiglio che questi gli aveva dato, e riesce a distruggere Cronomalia Machu Mech con Utopia. In risposta, Three evoca un nuovo mostro ancora più potente: Numero 6: Cronomalia Atlandis. |                  |                  |
| 49 | Insieme per la vittoria 「激闘の果て！ホープレイＶＳアトランタル」 - Gekitō no Hate! Hōpu Rei Bāsasu Atorantaru – "La fine della feroce battaglia! Raggio Speranza contro Atlantal" | 26 marzo 2012    | 3 gennaio 2013   |
| 49 | Yuma evoca Raggio Utopia, ma Three riesce a bloccarne l’attacco. Tuttavia, Three inizia a subire gli effetti collaterali dell’utilizzo di Cronomalia Atlandis combinato con il potere di Tron e attiva la carta trappola Angolmois, che condannerà entrambi alla sconfitta nel turno successivo. La trappola, però, comincia anche a distruggere la zona reale in cui si trovano, senza che Three riesca a fermarla. Yuma suggerisce che potrebbero riuscire a salvare tutti usando il potere ZEXAL, e Three gli concede di usare anche il suo potere, nonostante il rischio. Yuma riesce così a spezzare la maledizione e a riportare in vita Astral. Mentre Atlandis inizia ad assorbire Three, Yuma e Astral si fondono nella loro forma ZEXAL ed evocano ZW - Fenice Arco per potenziare Raggio Utopia, con cui riescono a vincere il duello. Ripristinato l’equilibrio, Three chiede a Yuma di aiutarlo a riunire la sua famiglia, lasciandogli i suoi Numeri e l’ultimo frammento di cuore necessario per accedere alle finali, prima di tornare alla casa di Tron e cadere in coma. |                  |                  |

### Stagione 3
| Nº | Titolo italiano Giapponese 「Kanji」 - Rōmaji - Traduzione letterale | In onda           | In onda         |
| Nº | Titolo italiano Giapponese 「Kanji」 - Rōmaji - Traduzione letterale | Giapponese        | Italiano        |
| 50 | Una festa movimentata 「波乱の前夜祭！姿を現した悪魔の決闘者・トロン」 - Haran no Zenyasai! Sugata wo Arawashita Akuma no Dyuerisuto Toron – "La vigilia della tempesta! Si rivela il diabolico duellante, Tron" | 9 aprile 2012     | 17 giugno 2013  |
| 50 | Yuma e i suoi amici, insieme agli altri finalisti, sono invitati a un evento speciale del grande duello mondiale. Yuma ha problemi ad entrare perché ha dimenticato il suo invito, ma finalmente viene aiutato da Gauche. Durante l’evento, molte conversazioni si svolgono tra i finalisti, tra cui Kite, Shark, Four, Five, Gauche e Droite. Mentre la festa va avanti, il discorso di Mr. Heartland viene interrotto dall’arrivo di Tron, che gli dice che lo distruggerà. Poi guarda Yuma e Astral prima di scomparire. La festa riprende, ma si trasforma in caos quando colui i cui vestiti Flip ha preso per infiltrarsi nel gruppo torna all’inseguimento. Dopo la festa, Yuma ha una breve conversazione con Kite. Mentre Five assume un gruppo di duellanti noti come la Triade del Terrore per prendere di mira Yuma. |                   |                 |
| 51 | Duelli sull'ottovolante 「行くぜ決勝大会！デュエル・コースターでＧＯ！」 - Ikuze Kesshō Taikai! Dyueru Kōsutā de Gō! – "Andiamo alle finali del torneo! Via alle montagne russe da duello!" | 16 aprile 2012    | 18 giugno 2013  |
| 51 | Il giorno della fase finale della grande festa dei duelli mondiale è arrivato e i finalisti si affronteranno nelle montagne russe nella fase a eliminazione diretta. Tuttavia, Yuma ha lasciato i frammenti di cuore necessari per avviare l’auto dei duelli a casa. Tori e gli altri riescono a portare i frammenti di cuore a Yuma, ma Tori inciampa e si ritrova a dover accompagnare Yuma nell’auto dei duelli. Mentre gli altri duellanti progrediscono, Yuma viene sfidato a un duello 3 vs 1 contro la Triade del Terrore. |                   |                 |
| 52 | Terrore sulle montagne russe 「デュエル・コースターＶＳ爆走列車！！」 - Dyueru Kōsutā Bāsasu Bakusō Ressha!! – "Montagne russe da duello contro il treno ruggente!!" | 23 aprile 2012    | 19 giugno 2013  |
| 52 | Yuma si difende dagli attacchi combinati della Triade del Terrore, Anna Kaboom appare e si unisce a lui nella sua lotta. Non appena Anna si trova in pericolo, anche Gauche appare sulla scena per venire in loro aiuto, mettendo fuori combattimento uno del trio. Yuma quindi unisce il suo mostro a quelli di Anna e Gauche per evocare Guadagna Abilità Occhio Solo, che sconfigge un altro del trio. Mentre il leader attacca disperatamente Yuma, Anna intercetta l’attacco e viene eliminata, consentendo a Yuma di eliminare l’ultimo avversario prima che lo colpisca. |                   |                 |
| 53 | La tana del drago 「運命のレール 罠カードで運試し！？」 - Unmei no Rēru Torappu Kādo de Undameshi!? – "La rotaia del destino: tentare la fortuna con una Carta Trappola!?" | 30 aprile 2012    | 20 giugno 2013  |
| 53 | Mentre i duellanti arrivano nella sezione sotterranea del torneo, Nistro sfida Five. Intanto Dextra cerca di ottenere il maggior numero di punti ferita possibile per affrontare Tron, mentre Yuma finisce per perdere ancora più punti ferita dopo essere stato stordito con una trappola. Mentre Five si prepara a sconfiggere Nistro, Yuma, che era riuscito a riguadagnare punti vita grazie alla trappola, interviene per proteggerlo, portandolo sulla stessa mappa della trappola affinché possa recuperare anche lui punti vita. Con il numero dei duellanti ridotto a otto, Dextra e Tron finiscono per scontrarsi nella terra speciale del grande gruppo di duelli: la giungla. |                   |                 |
| 54 | Benvenuti nella giungla 「トロンＶＳドロワ 死蝶の誘い！命懸けのジャングルフィールド」 - Toron Bāsasu Dorowa Shichō no Izanai! Inochigake no Janguru Fīrudo – "Tron contro Droite: l'invito della farfalla mortale! Il campo giungla della vita o della morte" | 7 maggio 2012     | 21 giugno 2013  |
| 54 | Droite, che vuole proteggere Kite, inizia un duello contro Tron in cui sembra avere un vantaggio iniziale. Aveva infatti aumentato i suoi punti vita prima del duello ed evoca rapidamente il suo mostro Xyz, Farfalloperativo Fotonico, preparando una potente combinazione di magie per bloccare completamente gli attacchi di Tron. Durante il duello ricorda il tempo in cui lei, Kite e Gauche hanno partecipato a un pericoloso addestramento per il Signor Heartland e di come si sia innamorata di Kite, decidendo poi di proteggerlo mentre lui protegge il fratello Hart. Yuma e Tori arrivano per assistere al duello. Tron evoca la sua Carta Numero 8: Re Araldico Genoma-Eredità e sfrutta le sue abilità per trasformare la combo di Droite contro di lei, usando poi i suoi poteri per farle perdere la volontà di combattere. Incoraggiata da Yuma, Droite evoca Regina Alexandra Fotonica nel tentativo di forzare un pareggio, ma Tron riesce ad annullare l’attacco e sconfiggerla. Prima di andarsene, Tron le ruba tutti i ricordi legati a Kite, lasciandola in stato di shock. Alla fine, Tron dice a Yuma che sarà pronto ad affrontarlo, mentre quest’ultimo si mostra determinato a regolare i conti. |                   |                 |
| 55 | Il varco della sventura 「ギャラクシー・アイズ封印！？宇宙級ナンバーズあらわる！」 - Gyarakushī Aizu Fūin!? Uchūkyū Nanbāzu Arawaru! – "Occhi Galattici sigillato!? Appare un Numero di livello cosmico!" | 14 maggio 2012    | 24 giugno 2013  |
| 55 | Orbital cerca di raggiungere Kite facendo un incidente che lo porta a finire sul vagone di Yuma e Tori. I tre raggiungono quindi Kite e Five, che stanno duellando. Five li porta in un campo spaziale, dove continua il duello tra lui e Kite (il cui vero nome viene rivelato essere Chris). Chris evoca il suo Numero 9: Sfera Dyson, che Kite non riesce né a vedere né ad attaccare. In quel momento Chris rivela che suo padre, Byron Arclight, si era unito al Dottor Faker. Byron è infatti il padre di Chris, Four e Three, mentre Faker è il padre di Kite e Hart. Segue un flashback ambientato cinque anni prima: il Dottor Faker, con l’aiuto di Byron Arclight, Chris e Kazuma (padre di Yuma), è alla ricerca della “porta dei mondi paralleli”. Kazuma rivela che i luoghi dove si verificano eventi strani non sono 21, come si credeva, ma 23. Quando trovano il sito in cui dovrebbe trovarsi la porta, Faker tradisce Byron e Kazuma, affermando che le loro anime saranno sacrificate per attivare il cancello. I due vengono così inghiottiti in un altro mondo. Successivamente Byron, spinto dal desiderio di vendetta, torna trasformato nel piccolo e crudele Tron. Quando il duello riprende, Kite evoca Drago Fotonico Occhi Galattici e riesce a determinare il numero dei punti d’attacco della Sfera Dyson, spingendo Chris a rivelarne la vera forma.                                                           |                   |                 |
| 56 | Una carta inaspettata 「宇宙大決戦！ネオ・ギャラクシーアイズの逆襲」 - Uchū Daikessen! Neo Gyarakushīaizu no Gyakushū – "La grande battaglia finale nello spazio! Il contrattacco di Neo Occhi Galattici" | 21 maggio 2012    | 25 giugno 2013  |
| 56 | Five spiega come, dopo la scomparsa di Byron, abbia incontrato Kite e gli abbia insegnato a giocare a Duelli di Mostri, motivo per cui conosce bene il suo stile di gioco. Durante il duello, Five riesce a distruggere Drago Fotonico Occhi Galattici e a ridurre i Life Points di Kite a 100. Tuttavia, determinato a non arrendersi, Kite pesca una carta magica donatagli da suo padre, che gli permette di evocare Neo Drago Fotonico Occhi Galattici e vincere il duello. Dopo la sconfitta, Five chiede a Kite di aiutarlo a salvare suo padre prima di consegnargli la sua Carta Numero, per poi scomparire e cadere privo di sensi accanto a Three. |                   |                 |
| 57 | Un duello incandescente 「シャーク撃沈！悪夢のファンサービス」 - Shāku Gekichin! Akumu no Fansābisu – "Shark affonda! Il fanservice da incubo" | 28 maggio 2012    | 26 giugno 2013  |
| 57 | Yuma e Tori raggiungono Shark e Four che hanno già iniziato il loro duello. Shark evoca Porta Aerei Sommergibile Squalo, ma Four lo sconfigge con il suo Numero 15: Burattino Truccato Killer Gigante. Shark allora richiama la carta Numero ricevuta da Three, Numero 32: Draghetto Squalo. Tron appare e rivela che il suo piano, che includeva Four e l’intrappolamento di Shark attraverso il ferimento di sua sorella, mirava a immergere il cuore di Shark nell’oscurità per usarlo come strumento di vendetta contro il Dottor Faker. Sentendosi rifiutato per non essere stato scelto per questo ruolo, Four evoca Numero 40: Marionetta Truccata Corde del Cielo e lo utilizza per infliggere ripetuti attacchi a Shark, mentre Yuma assiste impotente. |                   |                 |
| 58 | Nuotando con gli squali 「シャーク覚醒！新たなるカオス・ナンバーズあらわる」 - Shāku Kakusei! Aratanaru Kaosu Nanbāzu Arawaru – "Shark si risveglia! Appare un nuovo Numero Caos" | 4 giugno 2012     | 27 giugno 2013  |
| 58 | Shark continua a difendersi dagli attacchi di Four, mentre Draghetto Squalo tenta ancora una volta di corromperlo. Ignorato da Tron, Four sacrifica i suoi mostri per evocare un nuovo Numero, Numero 88: Burattino Truccato Leo, che gli garantirebbe la vittoria automatica una volta esauriti i suoi materiali Xyz. Tuttavia, Tron riesce a far sì che Shark si arrenda completamente all’oscurità del Numero, permettendogli di far evolvere Draghetto Squalo in Numero C32: Draghetto Squalo Veiss e sconfiggere Four. Dopo il duello, Four rivela che una carta ricevuta da Tron ha causato il ferimento della sorella di Shark, ma che è riuscito comunque a salvarle la vita. Poi si scusa sinceramente per le sue azioni prima di andarsene. |                   |                 |
| 59 | Il coraggio di rischiare 「激戦！遊馬ＶＳゴーシュ これがオレのデュエル魂」 - Gekisen! Yūma Bāsasu Gōshu Kore ga Ore no Dyueru Tamashī – "Battaglia feroce! Yuma contro Gauche: questa è la mia anima da duelli" | 11 giugno 2012    | 28 giugno 2013  |
| 59 | Yuma finalmente arriva in un altro luogo per duellare, questa volta contro Gauche, anche se dopo tutte le trappole incontrate lungo il percorso, gli restano solo 100 punti vita. Inoltre, l’effetto trappola dell’arena infligge danni ogni volta che un mostro viene evocato o attacca. Tuttavia, Gauche attiva una carta trappola che ripristina i punti vita di Yuma, desideroso di affrontarlo in un duello equo. Ha così inizio la resa dei conti: Yuma evoca Cowboy Gagaga, mentre Gauche, infastidito dallo stile difensivo dell’avversario, risponde con Campione Eroico - Kusanagi. Rendendosi conto che non sta giocando come al solito, Yuma decide di impegnarsi seriamente e il duello culmina in uno scontro tra Utopia e Campione Eroico - Excalibur, che si conclude con la vittoria di Yuma. Dopo il duello, Gauche gli affida la sua carta Excalibur affinché possa utilizzarla nella semifinale. |                   |                 |
| 60 | Deck smarrito 「決戦への序章 新たなる敵Ｄｒ．フェイカー」 - Kessen he no Jōshō Aratanaru Teki Dokutā Feikā – "Preludio alla battaglia finale: un nuovo nemico, Dr. Faker" | 18 giugno 2012    | 1º luglio 2013  |
| 60 | Yuma è felice di aver raggiunto la fase finale del torneo, anche se Tori si arrabbia con lui per essere stata lasciata indietro dopo il duello contro Gauche. Yuma si rende conto di aver smarrito il suo mazzo a Heartland City, il centro di Heartland Town, il cui accesso è limitato da alte mura. Insieme a Tori e Bronk, riesce a infiltrarsi passando attraverso il percorso dei rifiuti, mentre nel frattempo Tron cattura Shark e utilizza i suoi poteri per fargli il lavaggio del cervello. Quando raggiungono la Heartland Tower, Astral informa Yuma che Hart si trova da qualche parte nell’edificio. Scatta un allarme e un robot di sicurezza blocca loro il passaggio, sfidandoli a un duello dove i mostri Xyz vengono evocati premendo caselle numerate. Tori e Bronk lo affrontano, mentre Yuma e Astral proseguono. Trovano Hart, che è ancora ignaro del suo incontro con Tron, e che li conduce nel suo mondo spirituale chiedendo aiuto per salvare Kite. È a questo punto che appare il Dottor Faker e rivela il suo piano: unire i Numeri per ottenere il potere necessario a governare il mondo, potere che gli sarà concesso se riuscirà a distruggere il mondo Astrale, secondo quanto concordato con il mondo Bariano. Poco dopo, Yuma cade in un buco, così come Tori e Bronk, e riesce a recuperare il suo mazzo. Le semifinali del torneo vedranno Yuma affrontare Shark, mentre Kite se la vedrà contro Tron. |                   |                 |
| 61 | Duello del destino (prima parte) 「消えかけた絆！遊馬ＶＳシャーク、宿命の決闘！！」 - Kiekaketa Kizuna! Yūma Bāsasu Shāku, Shukumei no Dyueru!! – "Un legame sul punto di scomparire! Yuma contro Shark, il duello del destino!!" | 25 giugno 2012    | 2 luglio 2013   |
| 61 | Inizia la semifinale tra Yuma e Shark, ma qualcosa non va: Shark non tenta nemmeno di difendersi dagli attacchi di Yuma. Poco dopo, Shark inizia a contorcersi dal dolore, causato dall’influenza di Tron che lo sta manipolando. L’obiettivo di Tron è far sì che Shark si rivolti contro il Dottor Faker e contro Yuma, convincendolo che entrambi siano responsabili di ciò che è accaduto a sua sorella. Presto, sul corpo di Shark appare il marchio del potere di Tron e, in preda alla rabbia, scatena un violento contrattacco contro Yuma ed evoca il Numero 32: Draghetto Squalo. |                   |                 |
| 62 | Duello del destino (seconda parte) 「蘇れシャーク！絆に懸けた「かっとビング！」」 - Yomigaere Shāku! Kizuna ni Kaketa "Kattobingu!" – "La rinascita di Shark! Il legame amplificato da "Kattobing!"" | 2 luglio 2012     | 3 luglio 2013   |
| 62 | Yuma riesce a sopravvivere all’attacco di Draghetto Squalo e tenta di far tornare Shark in sé ricordandogli i duelli che hanno condiviso. Shark evoca quindi Draghetto Squalo Veiss e il suo attacco lascia Yuma con pochissimi punti vita. Yuma risponde evocando Utopia e, grazie a una carta trappola, prende il controllo di Draghetto Squalo Veiss, liberando Shark dall’influenza dell’oscurità, ma assorbendola su di sé. Tron allora spinge Shark a usare una trappola che gli consentirebbe di vincere e liberare Yuma dalla sofferenza, oppure a evocare di nuovo il suo Numero Caos, a costo però di perdere il controllo della sua mente. In questo momento critico, Yuma si ritrova costretto a scegliere se salvare Astral o Shark. Le parole d’amicizia di Yuma riescono a toccare Shark, che attiva una magia per rimuovere Draghetto Squalo Veiss dal gioco e, accettando le proprie colpe, si autosconfigge per salvare Yuma. |                   |                 |
| 63 | Una brutta sorpresa per Kite 「恐るべき闇の策略！暴かれたトロンの正体！？」 - Osorubeki Yami no Sakuryaku! Abakareta Toron no Shōtai!? – "Il terrificante stratagemma dell'oscurità! L'identità di Tron è svelata!?" | 9 luglio 2012     | 4 luglio 2013   |
| 63 | All’inizio della partita tra Kite e Tron, Yuma decide di unirsi a loro sulla piattaforma per assistere meglio al duello. Kite evoca subito Drago Fotonico Occhi Galattici, ma inizia a subire gli effetti collaterali della Trasformazione Fotonica usata troppo a lungo. Tron rivela che il suo unico scopo è vendicarsi del Dottor Faker. Kite evoca poi il Numero 9: Sfera Dyson, ricevuto da Five, e ne utilizza i materiali Xyz per potenziare Drago Fotonico Occhi Galattici e sferrare un attacco diretto, ma Tron riesce a sopravvivere. A quel punto Tron si toglie la maschera, mostrando il volto di Hart, e rivela di essere legato a lui dopo aver assorbito i suoi poteri, potendo così farlo soffrire a piacimento. Mentre Yuma, Orbital e Astral si dirigono verso la stanza di Hart per aiutarlo, Tron evoca il Numero 8: Re Araldico Genoma-Eredità e ne usa l’effetto per distruggere Sfera Dyson. |                   |                 |
| 64 | Un legame da spezzare 「ネオギャラクシーアイズ咆哮！闇を砕く兄弟の絆！」 - Neo Gyarakushīaizu Hōkō! Yami wo Kudaku Kyōdai no Kizuna! – "Il ruggito di Neo Occhi Galattici! Il legame fraterno che spezza l'oscurità!" | 16 luglio 2012    | 5 luglio 2013   |
| 64 | Yuma, Astral e Orbital riescono a entrare nella stanza di Hart e ancora una volta nel suo mondo spirituale, dove scoprono che è stato invaso da un’energia oscura controllata da Tron. Usando il potere di Utopia, Yuma riesce a scacciare la presenza di Tron, spezzando il legame che lo teneva connesso a Hart. Nel duello, Kite evoca Neo Drago Fotonico Occhi Galattici e riesce a distruggere Re Araldico Genoma-Eredità, ma Tron sopravvive all’attacco. A quel punto Tron rivela la sua vera chiave magnetica, Numero 69: Cimiero dell’Araldo, un mostro che richiede una grande quantità di energia per essere controllato, energia che ottiene dalla rabbia delle persone, motivo per cui ha deliberatamente fatto infuriare Droite, Shark e persino i suoi stessi figli. Utilizza il potere del Numero per copiare i poteri di Neo Drago Fotonico Occhi Galattici e riesce a sconfiggere Kite. Mentre Tron si prepara a infliggere un colpo finale, Hart riesce a proteggerlo con i suoi poteri. Tron viene dichiarato vincitore e recupera tutti i Numeri di Kite, nonché la sua anima. |                   |                 |
| 65 | La sfera della paura (prima parte) 「ナンバーズ総力戦！遊馬ＶＳトロン！驚異の超異空間デュエル！」 - Nanbāzu Sōryokusen! Yūma Bāsasu Toron! Kyōi no Chōikūkan Dyueru – "Guerra totale tra Numeri! Yuma contro Tron! L'incredibile duello in uno spazio molto inusuale!" | 23 luglio 2012    | 7 ottobre 2013  |
| 65 | Inizia la partita finale tra Yuma e Tron, che si svolge in una Sfera progettata dal Dr. Faker, che permette ai duellanti di evocare liberamente e casualmente i Numeri; tuttavia, se un mostro Xyz evocato da questo effetto esaurisce i suoi materiali Xyz, viene distrutto. Durante il duello, Tron rivela che il marchio che ha impresso su Three, Four e Five ha dato loro potere, ma in cambio, se avessero perso, le loro anime sarebbero state consumate. Insinua inoltre che Kazuma abbia mandato Astral nel mondo umano come strumento di vendetta, ma Yuma rifiuta questa visione e decide di continuare a credere in Astral. Con il proseguire dello scontro, Tron evoca Numero 8: Re Araldico Genoma-Eredità, Numero 10: Illuminocavaliere e Numero 30: Golem Acido della Distruzione, quest’ultimo precedentemente appartenuto a Kite, mentre Yuma risponde evocando Utopia, Drago Leviatano e Numero 34: Terror-Byte. |                   |                 |
| 66 | La sfera della paura (seconda parte) 「戦慄のデュエル！立ち上がれ絆の英雄ゼアル！！！」 - Senritsu no Dyueru! Tachiagare Kizuna no Hīrō Zearu!!! – "Il duello dell'orrore! Si erge l'eroe dei legami, Zexal!!!" | 30 luglio 2012    | 8 ottobre 2013  |
| 66 | Usando i suoi numeri, Yuma riesce a battere i tre numeri di Tron. Tuttavia, quest’ultimo evoca il suo Numero 69: Cimiero dell’Araldo e si toglie la maschera, rivelando la sua vera natura. Mentre Tron viene sopraffatto dai ricordi della sua famiglia, Yuma e Astral eseguono una trasformazione ZEXAL ed evocano il Numero C39: Raggio Utopia, che viene poi equipaggiato con una nuova carta ZW - Lama Fulmine. |                   |                 |
| 67 | La sfera della paura (terza parte) 「勝利を信じて！ファイナル・シャイニング・ドロー！」 - Shōri wo Shinjite! Fainaru Shainingu Dorō! – "Credi nella vittoria! La pescata lucente finale!" | 13 agosto 2012    | 9 ottobre 2013  |
| 67 | Quando Yuma arriva a 50 punti salute, recupera le sue energie dopo aver mangiato il riso che gli ha dato Tori, permettendo anche ad Astral di assaporarlo attraverso il collegamento ZEXAL. Yuma evoca ZW - Portatore di Tornado, ma Tron prepara una trappola per assicurarsi la vittoria alla fine del turno di Yuma. Tuttavia, Yuma riesce a evocare i suoi ZW (Lama Fulmine e Portatore di Tornado) sul campo per eseguire un’evocazione Xyz di ZW - Armi Leone, permettendo a Utopia di distruggere l’emblema araldico, sconfiggere Tron e vincere la grande festa mondiale dei duelli. A questo punto, il Dottor Faker rivela il vero scopo della Sfera, ovvero rubare tutti i Numeri di Yuma e Tron. Mentre un vortice minaccia di assorbire entrambi, Tron comprende finalmente il significato delle parole di amicizia di Yuma e libera tutte le anime che aveva rubato prima di gettarsi volontariamente nel vortice. Yuma, invece, viene trasportato di fronte a Faker. |                   |                 |
| 68 | Prigionieri nel Campo Sfera 「崩壊への序曲 スフィア・フィールド砲の脅威！」 - Hōkai he no Jokyoku Sufia Fīrudo Hō no Kyōi! – "Preludio alla rovina: la minaccia del Cannone Campo Sfera!" | 20 agosto 2012    | 10 ottobre 2013 |
| 68 | Faker rivela che intende usare Hart come fonte di energia per lanciare la Sfera contenente Yuma, sfruttando il potere dei Numeri per distruggere il mondo Astrale. Mentre la Torre Heartland comincia a crollare, Tori si precipita all’interno e trova Kite intrappolato sotto le macerie. Con l’aiuto di Shark e Orbital, riesce a liberarlo. Determinati a salvare sia Yuma che Hart, i quattro uniscono le forze e si dirigono verso la Sfera. Sulla loro strada, vengono ostacolati da Mr. Heartland, che invia contro di loro un esercito di robot spazzatura per trascinarli nel mondo astrale. Orbital, però, riesce a causare un malfunzionamento nel sistema di alimentazione della Sfera, bloccando temporaneamente i robot e ritardando il lancio, pur rimanendo gravemente danneggiato. Intanto, Astral si separa da Yuma per aiutarlo a fuggire dalla Sfera, lasciandogli i suoi due mostri più fidati: Utopia e Draghetto Squalo. Faker si presenta allora di persona, pronto a concludere il suo piano. Yuma, Shark e Kite si uniscono per affrontarlo in un ultimo, decisivo duello. |                   |                 |
| 69 | Una sfida per tre (prima parte) 「集いし三勇士、 未来を賭けたラストデュエル！」 - Tsudoishi Sanyūshi, Mirai wo Kaketa Rasuto Dyueru! – "La riunione dei tre prodi: l'ultimo duello per il futuro!" | 27 agosto 2012    | 11 ottobre 2013 |
| 69 | Il Dr. Faker si trasforma nella sua vera forma da cyborg e evoca Numero 53: Heart-eartH. Yuma risponde con Utopia e riesce a infliggere danni, ma l’effetto di Heart-eartH riflette parte del danno su di lui. Shark, ferito dallo scontro con i robot, evoca Draghetto Squalo e attacca, ma anche lui subisce i contraccolpi. Kite evoca Drago Fotonico Occhi Galattici, ma la sua Trasformazione Fotonica comincia a logorarlo. Nonostante la fatica, Kite riesce a resistere agli effetti di Heart-eartH e distrugge il mostro. Faker però nega la sconfitta ed evoca un nuovo e ancora più potente mostro: Numero 92: Drago Heart-eartH. |                   |                 |
| 70 | Una sfida per tre (seconda parte) 「戦慄の最凶龍現る！偽骸神龍ハートアース・ドラゴン」 - Senritsu no Saikyō Ryū Arawaru! Gigaishinryū Hāto Āsu Doragon – "Appare l'orrendo drago più malvagio di tutti! Drago Divino dal Falso Corpo, Drago Heart-eartH" | 3 settembre 2012  | 14 ottobre 2013 |
| 70 | Dopo essere sopravvissuto a un attacco devastante del Drago Heart-eartH, Yuma evoca Raggio Utopia e riesce a infliggere danni a Faker, ma l’effetto del Drago lo rimuove dal gioco. Shark evoca Draghetto Squalo Veiss, ma Faker assorbe l’attacco per guadagnare punti vita. Prima di essere colpito di nuovo, Shark sfrutta l’energia del Drago per aiutare Kite a evocare Neo Drago Fotonico Occhi Galattici. Con esso, Kite distrugge il Drago Heart-eartH e infligge gravi danni a Faker. A quel punto, Faker confessa che tutte le sue azioni erano per salvare Hart, accettando un patto con il mondo Bariano per distruggere il mondo astrale. Commosso, Kite decide di unire le forze con Yuma e Shark per combattere contro il mondo Bariano. Proprio allora, un’entità bariana possiede Faker e riporta in vita il Drago Heart-eartH. |                   |                 |
| 71 | Gioco finale 「奇跡のかっとビング！未来を切り開けゼアル！！」 - Kiseki no Kattobingu! Mirai wo Kirihirake Zearu!! – "Il Kattobing miracoloso! Apri la strada per il futuro, Zexal!!" | 10 settembre 2012 | 15 ottobre 2013 |
| 71 | Kite riesce a difendersi dall’attacco del bariano, ma lui e Shark continuano a soffrire per le ferite. Hart, vedendo il dolore di Kite e Yuma, attiva il suo potere e indebolisce la Sfera, permettendo ad Astral di uscire. Insieme a Yuma usano il potere ZEXAL ed evocano ZW - Scudo Finale, riportano in campo i mostri rimossi dal gioco e potenziano Raggio Utopia, che distrugge Drago Heart-EartH e sconfigge il bariano, liberando Faker. Mentre il luogo si autodistrugge e Faker cade verso il mondo astrale, Kite affida Hart a Orbital che fugge con Tori e Shark. Kite tenta di salvare Faker ma cade anche lui; Yuma li salva entrambi. Tron arriva e usa i suoi ultimi poteri per portarli tutti in salvo. Grazie alla sua vittoria, Yuma ottiene un desiderio e sceglie di duellare contro Kite per risolvere i conti una volta per tutte. |                   |                 |
| 72 | I dubbi di Kite (prima parte) 「雌雄決する時！！遊馬ＶＳカイト、ＷＤＣもう一つの決勝戦！」 - Shiyūkessuru Toki!! Yūma Bāsasu Kaito, Wārudo Dyueru Kānibaru Mō Hitotsu no Kesshōsen! – "Il momento del confronto!! Yuma contro Kaito, un'altra finale per il Carnevale Mondiale dei Duelli!" | 17 settembre 2012 | 16 ottobre 2013 |
| 72 | All’inizio del duello tra Yuma e Kite, si scopre che Tori, Shark e Kite riescono a vedere Astral. Kite evoca subito Drago Fotonico Occhi Galattici, ma Yuma lo distrugge con Utopia. Kite, credendo di non avere più un motivo per combattere, è pronto ad arrendersi, ma Astral gli rivela che lo scopo di Yuma nel duello è stringere amicizia. Incoraggiato da queste parole e da Yuma stesso, Kite decide di continuare a duellare. |                   |                 |
| 73 | I dubbi di Kite (seconda parte) 「幻の大激突！！ダブル希望皇ＶＳダブル銀河眼！！」 - Maboroshi no Daigekitotsu!! Daburu Hōpu Bāsasu Daburu Gyarakushīaizu!! – "Il grande scontro da mito! Doppia Speranza contro doppio Occhi Galattici!!" | 24 settembre 2012 | 17 ottobre 2013 |
| 73 | Kite evoca Paladinamo Stellavassallo e distrugge Utopia, ma Yuma ribalta la situazione evocando Campione Eroico - Excalibur, dono di Gauche, e lo sconfigge. Kite risponde evocando nuovamente Drago Fotonico Occhi Galattici, mentre Yuma schiera Raggio Utopia. Quando Yuma attacca, Kite sopravvive sfruttando una carta magica dello stesso Yuma. Kite evoca Neo Drago Fotonico Occhi Galattici, che si autodistrugge insieme a Raggio Utopia. Yuma usa una carta magica per riportare in campo Utopia e Raggio Utopia, ma Kite fa lo stesso e resuscita entrambi i suoi draghi, vincendo il duello. Intanto, nel Mondo Bariano, quattro figure incappucciate deluse da Tron e Faker decidono di agire direttamente. |                   |                 |

### Speciale
| Nº | Titolo italiano (traduzione letterale) Giapponese 「Kanji」 - Rōmaji | In onda           | In onda  |
| Nº | Titolo italiano (traduzione letterale) Giapponese 「Kanji」 - Rōmaji | Giapponese        | Italiano |
| SP | Punta al primo posto nel mondo! Uno speciale di Yu-Gi-Oh! Zexal con Kōhei Uchimura come ospite 「めざせ世界一！遊☆戯☆王ＺＥＸＡＬ 内村航平選手も出るよスペシャル」 - Mezase Sekai Ichi! Yū☆Gi☆Ō Zearu Uchimura Kōhei Senshu mo Deru yo Supesharu | 17 settembre 2012 | -        |
| SP | Un episodio speciale della durata di un'ora con il ginnasta giapponese Kōhei Uchimura. |                   |          |

## Pubblicazione

### Giappone
Gli episodi di Yu-Gi-Oh! Zexal sono stati pubblicati per il mercato home video nipponico in box da più DVD dal 9 ottobre 2011 al 16 gennaio 2013.
| Volume | Episodi | Data            |
| ------ | ------- | --------------- |
| 1      | 1-12    | 9 ottobre 2011  |
| 2      | 13-24   | 18 gennaio 2012 |
| 3      | 25-36   | 18 aprile 2012  |
| 4      | 37-48   | 18 luglio 2012  |
| 5      | 49-60   | 17 ottobre 2012 |
| 6      | 61-73   | 16 gennaio 2013 |